# 2009年の音楽
2009年の音楽（2009ねんのおんがく）では、2009年の音楽分野に関する動向をまとめる。
2008年の音楽-2009年の音楽-2010年の音楽

## 詳細

### 1月
- 1月26日 - 秋元順子が2008年1月に発売したシングル「愛のままで…」が発売から1年でオリコン週間シングルチャート1位を記録。61歳7ヶ月での首位獲得はソロ歌手としての最年長記録となる。また、城之内早苗の「あじさい橋」以来22年7ヶ月振りの女性演歌・歌謡曲歌手による首位獲得ともなった。
- 1月18日 - サスケが、公式サイトにて4月4日をもって解散することを発表。
- 1月25日 - AKB48のメンバーであった早乙女美樹が、グループ初の研究生降格者となる。
- 1月29日 - 1999年から無期限活動休止していた黒夢が一夜限りの復活&解散ライブを日本武道館で決行。
- 1月30日 - CHAGE and ASKAが公式サイト上で、音楽ユニットとしての無期限活動停止を発表。

### 2月
- 2月9日 - 吉田拓郎が6月から7月にかけて行われる全国ツアーをもって、全国規模でのライブツアーの開催を終了することを発表。
- 2月14日 - 2002年に解散したCASCADEが公式サイトにて再結成を発表。
- 2月17日 - Dir en greyがイギリスの音楽雑誌『KERRANG!』の表紙に掲載。1981年の同誌創刊以来、日本人アーティストが表紙を飾るのは初。
- 2月18日 - 千住真理子がアルバム『ヴィヴァルディ:ヴァイオリン協奏曲集「四季」』で、日本人としては初めてとなる超高音質クリスタルCDでのCD作品を発表。
- 2月22日 - 渡瀬マキがソロライブ『Present』にて、2002年に解散したLINDBERGの1年間限定での再結成を発表。
- 2月24日 - aikoがシングル「milk/嘆きのキス」で、自身初となるオリコン週間シングルチャート1位を記録。デビュー10年目以上のアーティストによる初の首位獲得は、1999年に坂本龍一が「ウラBTTB」で記録して以来約9年8ヶ月振り、女性アーティストでは1998年に竹内まりやが「カムフラージュ/Winter Lovers」で記録して以来約10年3ヶ月振りとなる。
- 2月25日 - flumpoolがメジャー1枚目のシングル『星に願いを』を発売。
- 2月28日 - アイドルグループ℃-uteのメンバー、有原栞菜が活動休止を発表。

### 3月
- 3月1日 - EXILEがJ Soul Brothersを吸収し、14人編成となる。
- 3月3日
  - イギリスのリバプール・ホープ大学において、同日までに「ビートルズ学」の修士課程を設置。大学側は「おそらく世界初」としている [1][2][3][4][5]。
  - KinKi Kidsの堂本剛が、自身のソロプロジェクトを「剛紫」へ改名したことを発表。堂本のソロ名義は「堂本剛」「ENDLICHERI☆ENDLICHERI」「244 ENDLI-x」に次いで4つ目。
- 3月4日 - こじまいずみが公式サイトにて、2003年に活動休止した花*花の活動再開を発表。
- 3月6日 - 日本で木山裕策の楽曲「home」が、同日付で配信ダウンロード数がミリオンを突破。歌手を本業としないアーティストが配信ダウンロード数100万件を超えるのは初。
- 3月10日 - 嵐がシングル「Believe/曇りのち、快晴」でオリコン週間シングルチャート1位を記録。初動売上枚数が、2006年発表のKAT-TUNの「Real Face」以来約3年振りに50万枚を突破。
- 3月13日 - 2008年9月26日から体調不良により活動を休止していた鬼束ちひろが公式サイトにて活動再開を発表。
- 3月16日 - 遊助のデビューシングル「ひまわり」と同シングルのカップリング曲「さくら物語」と「そよ風」の全3曲が、レコチョク着うたフルランキングでトップ10入りを記録。シングル収録曲で3曲以上同時にトップ10入りとなるのは史上初。
- 3月26日 - 2008年11月12日からリフレッシュ休暇のため活動を休止していたYUIが公式サイトにて活動再開を発表。
- 3月27日 - UtadaがiTunes Storeにおける全米総合チャートにおいて初登場19位、POPアルバムチャートにおいて初登場2位を記録。いずれも日本人アーティストとしては最高位を記録し、総合チャート100位圏内に日本人アーティストがランクインするのはサービス開始以来初。
- 3月31日 - ハロー!プロジェクトから年長組（エルダークラブ）が一斉に卒業。

### 4月
- 4月1日 - 2003年に活動休止したcali≠gariが公式サイトにて期間限定での活動再開を発表。
- 4月3日 - 絢香がバセドウ病の治療専念のため、年内をもって病気完治までの無期限活動休止を発表。同時に俳優の水嶋ヒロと2月22日に入籍していたことも発表。
- 4月6日
  - DREAMS COME TRUEのアルバム『DO YOU DREAMS COME TRUE?』が、同日付で出荷売上枚数がミリオンを突破。
  - 倖田來未×misonoがシングル「It's all Love!」でオリコン週間シングルチャート1位を記録。兄弟・姉妹ユニットによる初登場首位獲得は初。
  - 水森かおりがシングル「安芸の宮島」で、自身の保持する女性演歌・歌謡歌手によるシングル連続初登場オリコン週間チャートトップ10入り記録を6作に更新。
- 4月21日 - 吉田拓郎がアルバム『午前中に…』でオリコン週間アルバムチャート初登場6位を記録。63歳1ヶ月での初登場トップ10入りは、小田和正が2007年にベストアルバム『自己ベスト-2』で記録した60歳4ヶ月を更新し、最年長となる。
- 4月21日 - SMAPの草彅剛が公然わいせつ罪で逮捕され活動自粛、5月28日に復帰する。
- 4月25日 - 80kidzが1stアルバム『This Is My Shit』を発売。
- 4月28日 - 東方神起がシングル「Share The World/ウィーアー!」で、自身の保持する外国人アーティストによるオリコン週間シングルチャート首位獲得記録を6作に更新。

### 5月
- 5月2日 - 忌野清志郎逝去、5月9日には「青山ロックンロールショー」と題した葬儀が営まれ、4万人を超えるファン、関係者らが参列した。
- 5月6日 - Hey! Say! JUMPがDVD『Hey! Say! Jump-ing Tour '08-'09』でオリコン週間DVD音楽チャート1位を記録。メンバー平均年齢16.8歳での同チャート首位獲得は史上最年少となる。
- 5月11日 - 過去の楽曲の著作権を多重に売却し投資家から5億円を騙し取った詐欺の罪に問われていた小室哲哉に懲役3年執行猶予5年の判決が下る。検察側・弁護側の双方が控訴しなかったため、5月25日の午前零時をもって刑が確定した。
- 5月12日 - 德永英明がアルバム『WE ALL』でオリコン週間アルバムチャート1位を記録。矢沢永吉、長渕剛に続いて、1980年代から2000年代までの3つの西暦10年代連続でオリジナルアルバム首位を獲得した3人目の男性ソロアーティストとなり、1980年代にデビューした男性ソロアーティストでは初となる。
- 5月22日 - Utadaがアルバム『This Is The One』でビルボード総合アルバムチャート69位を記録。日本人アーティストが同チャート100位以内にランクインするのは7組目で、LOUDNESSが1986年にアルバム『LIGHTNING STRIKES』で64位を記録して以来23年振りの記録となる。

### 6月
- 6月2日 - 嵐がシングル「明日の記憶/Crazy Moon〜キミ・ハ・ムテキ〜」でオリコン週間シングルチャート1位を記録。初動売上は前作同様に50万枚を突破し、同一アーティストによるシングルの初動売上が2作連続で50万枚を突破するのは桑田佳祐（「波乗りジョニー」「白い恋人達」）以来、7年7ヶ月振りの記録となった。
- 6月3日 - 鼠先輩が今年限りでの引退を発表。
- 6月3日 - Superfly、自身初の配信限定シングル「Alright!!」配信開始。
- 6月8日 - アメリカテキサス州フォートワースにて行われたヴァン・クライバーン国際ピアノコンクールにおいて、ピアニストの辻井伸行が優勝。
- 6月9日 - 水樹奈々がアルバム『ULTIMATE DIAMOND』で、自身初となるオリコン週間アルバムチャート1位を記録。声優による首位獲得はオリコン史上初。
- 6月16日
  - GIRL NEXT DOORがシングル「Infinity」で、自身初のオリコン週間シングルチャート1位を記録。
  - 倉木麻衣がシングル「Beautiful」で、自身の保持する女性ソロ歌手によるシングル連続初登場オリコン週間チャートトップ10入り記録を32作に更新。また、作曲を手掛けたSong Yang Haにおいては、韓国人作曲家として初めてオリコン首位を獲得した。
- 6月19日 - GReeeeNのアルバム『塩、コショウ』が、同日付で出荷売上枚数がミリオンを突破。
- 6月23日
  - JASMINEがデビュー曲「sad to say」でレコチョク着うたフルランキング1位を記録。デビュー前の新人歌手による同チャート首位獲得は史上初。
  - テレビアニメ『けいおん!』のキャラクターソングである、「けいおん!」イメージソングシリーズ「秋山澪」（日笠陽子）と、「平沢唯」（豊崎愛生）がそれぞれ、オリコン週間シングルチャート2位と3位を記録。同一アニメのキャラクターソングで2作同時トップ3入りを記録するのはオリコン史上初。また、秋山澪の初動売上枚数は、アニメキャラクター名義によるソロ作品としては史上最多を記録。
  - 辻井伸行がアルバム『debut』でオリコン週間アルバムチャート最高位2位を記録。1991年に西村由紀江がサウンドトラック『101回目のプロポーズ』で記録した最高位3位を18年振りに更新し、ピアニストとしての同チャート歴代最高位を記録。
  - ユニコーンがDVD『MOVIE12 UNICORN TOUR 2009 蘇える勤労』でオリコン週間DVD音楽チャート1位を記録。DVDによる首位獲得は自身初であり、再結成した音楽グループ・音楽グループによる同チャート首位獲得は史上初。

### 7月
- 7月1日
  - Julietがデビュー曲「ナツラブ」でレコチョク着うたランキング1位を記録。デビュー前の覆面新人歌手による同チャート首位獲得は史上初。
  - 辻井伸行がDVD『川のささやき 辻井伸行サントリーホールLIVE!』でオリコン週間DVD音楽チャート5位を記録。累計売上枚数が集計時点で1万枚を突破し、ピアニストの映像作品としての最多売上枚数を記録。
- 7月2日 - GReeeeNの楽曲「キセキ」が、「Best selling download single in Japan」（最も多くダウンロード販売されたシングル）として正式にギネス認定。
- 7月4日 - アイドルグループ、℃-uteのメンバー、有原栞菜が同グループならびにハロー!プロジェクトから脱退。
- 7月9日 - ウルフルズが活動休止を発表。
- 7月15日
  - 秋元順子がシングル「黄昏Love again」でオリコン週間シングルチャート8位を記録。自身の保持する女性歌手トップ10獲得最年長記録を62歳1ヶ月に更新。
  - オリコンアルバムチャートで、マイケル・ジャクソンが、16作品同時100位以内にランクイン。また、音楽DVDランキングでは1位から4位を独占した。
- 7月28日 - テレビアニメ『けいおん!』のキャラクターによるバンド「放課後ティータイム」による劇中歌アルバム『放課後ティータイム』がオリコン週間アルバムチャート1位を記録。アニメのキャラクター名義による首位獲得はオリコン史上初。

### 8月
- 8月11日 - B'zがシングル「イチブトゼンブ/DIVE」で42作連続オリコン週間シングルチャート1位を記録。オリコン週間シングルチャート連続首位歴代記録を更新。さらに同作でシングル連続首位獲得年数が邦楽歌手としては史上初の20年連続となる。
- 8月12日 - supercellがメジャー1枚目のシングル「君の知らない物語」発売。
- 8月18日 - 浜崎あゆみがシングル「Sunrise/Sunset 〜LOVE is ALL〜」で、21作連続オリコン週間シングルチャート1位を記録。ソロ歌手ならびに女性歌手としてのオリコン週間シングルチャート連続首位記録を更新。
- 8月25日 - 氷川きよしがシングル「ときめきのルンバ」でオリコン週間シングルチャート1位を記録。演歌ソロ歌手による通算3作首位獲得は、森進一、藤圭子、細川たかしの保持していた2作を更新し、歴代最多となる。

### 9月
- 9月1日 - テレビアニメ『けいおん!』のキャラクターソングである、「けいおん!」イメージソングシリーズ「中野梓」（竹達彩奈）、「田井中律」（佐藤聡美）、「琴吹紬」（寿美菜子）がそれぞれオリコン週間シングルチャート3位、5位、6位を記録。同一アニメのキャラクターソングで3作同時トップ10入りを記録するのはオリコン史上初。
- 9月4日 - 1999年より歌手活動を休業している森高千里が、稲垣潤一のアルバム『男と女2』において自身の楽曲「雨」のデュエット参加で、約10年振りに活動を行うことを発表。
- 9月8日 - Superflyがアルバム『Box Emotions』でオリコン週間アルバムチャート1位を記録。女性歌手によるデビューから2作連続でのアルバム1位獲得は、元ちとせがアルバム『ハイヌミカゼ』『ノマド・ソウル』での連続首位獲得以来、6年振りの記録。
- 9月16日 - 安室奈美恵がDVD『namie amuro BEST FICTION TOUR 2008-2009』でオリコン週間DVDチャート1位およびBlu-rayチャート1位を記録。女性歌手によるDVDの初動売上枚数は、2000年に倉木麻衣がミュージックビデオDVD『FIRST CUT』で記録した最多売上枚数を8年10ヶ月振りに更新し、歴代最多売上を記録。またオリコンBlu-rayチャートの首位を音楽作品が獲得するのはオリコン史上初。
- 9月16日 - 七尾旅人×やけのはらが『Rollin' Rollin'』を発売。
- 9月18日 - 覆面ユニットのJulietが、サンケイスポーツ紙上にて初めて正体を公表。
- 9月27日 - People In The Boxがアルバム『Ghost Apple』において、MySpaceとタワーレコードとのコラボレーションによりキャンペーン活動を行うことを発表。音楽系SNSとCDショップが協賛してアーティストのプロモーション活動に参加するのは日本の音楽史上初。
- 9月29日 - フジテレビアナウンサーの高島彩と中野美奈子によるEarly Morningがシングル「かみさまでもえらべない。」でオリコン週間シングルチャート4位を記録。アナウンサー歌手による同チャートトップ10入りは初。
- 9月30日 - 河口恭吾のアルバム『WOMANING 〜今を生きる女性たち〜』において、荒川静香、コシノヒロコ、紫吹淳、桃華絵里、柿沢安耶、齋藤薫等、音楽家を本業としない著名人らが、作詞家として提供を行うことを発表。

### 10月
- 10月4日 - 6月2日より体調不良により活動を休止していた北出菜奈が公式サイトにて、自身がボーカルを務めるLoveless名義のバンドで活動再開を発表。
- 10月9日
  - さかいゆうがデビュー曲「ストーリー」で、オリコン集計による全国FMラジオパワープレイ決定数を史上最多となる43局で獲得。2006年11月に秦基博がデビュー曲「シンクロ」で当時史上最多となる41局で獲得して以来、約3年振りに最多記録を更新。
  - Chicago Poodleが楽曲「さよならベイベー」で、オリコン集計による全国FMラジオパワープレイ獲得数ランキングで史上初となるデビュー以来3作連続でトップ3入りを記録。
- 10月17日 - 加藤和彦が長野県軽井沢町のホテルで遺体となって発見される。死因は自死と見られている[6]。
- 10月20日
  - 三枝夕夏 IN dbが、公式サイトにて2010年1月の東名阪ライブツアーをもって解散することを発表。同時にボーカルの三枝夕夏は歌手活動を引退することも発表。
  - Aqua Timesがベストアルバム『The BEST of Aqua Timez』でオリコン週間アルバムチャート1位を記録。過去、2006年2月には、インディーズアルバム『空いっぱいに奏でる祈り』が同チャートで首位を獲得しており、メジャーデビュー前とメジャーデビュー後の両方でアルバム作品が首位を獲得するのは史上初。
- 10月21日 - ゴールデンボンバーが7枚目のシングル『女々しくて』を発表。
- 10月25日 - アイドルグループ、℃-uteのメンバー、梅田えりかがこの日行われたNHK大阪ホールの全国ツアー最終公演をもって、同グループならびにハロー!プロジェクトから卒業。
- 10月26日 - DOUBLEが神経性胃炎の治療専念のため、10月23日より活動休止していたことを発表。

### 11月
- 11月2日 - AKB48の14thシングル「RIVER」がグループ初のオリコン週間シングルチャートで1位を記録。
- 11月10日 - 
  - KinKi Kidsがシングル「スワンソング」で、デビュー以来オリコン週間チャート連続1位のギネス新記録（通算29枚）を更新。
  - ボン・ジョヴィがアルバム『ザ・サークル』で、オリコン週間アルバムチャート1位を記録。2005年発表の『ハヴ・ア・ナイス・デイ』、2007年発表の『ロスト・ハイウェイ』に次ぎ、洋楽アーティストによる同チャート3作連続首位獲得は史上初。

### 12月
- 12月9日 - アイドルグループ、モーニング娘。の7期メンバー、久住小春がこの日行われた東京厚生年金会館での全国ツアー最終公演をもって、同グループならびにハロー!プロジェクトから卒業。

## 洋楽シングル
- ビヨンセ「スウィート・ドリームス」
- ブリトニー・スピアーズ「スリー☆禁断のラヴ・エクスタシー」
- シャキーラ「シー・ウルフ」
- レディー・ガガ「ポーカー・フェイス」
- ケシャ「ティック・トック」

## 洋楽アルバム
- スーザン・ボイル『夢やぶれて』
- ブラック・アイド・ピーズ『ジ・エンド』
- マイケル・ジャクソン『THIS IS IT』
- レディー・ガガ『ザ・フェイム』

## ジャズ
- ダイアナ・クラール: Quiet Nights
- The Rippingtons: Modern Art
- ベン・シドラン: Dylan Different
- Tord Gustavsen Ensemble: Restored, Returned
- Olga Konkova: Improvisational Four

## クラシック
- Nicola Benedetti – Fantasie
- Bradley Joseph – Suites & Sweets
- Julian Lloyd Webber – Romantic Cello Concertos
- Hayley Westenra – Winter Magic

## 邦楽シングル
2年連続で、シングルミリオンセラー作品はゼロ。前年の1位の売上よりは微増となったが、この年も年間1位の売上は70万枚を下回った。
嵐の作品がTOP3を独占。さらに5位にもランクインし、この年発売した4作品がすべてTOP5入りした。同一アーティストによる年間シングルチャートのTOP3独占・4作のTOP10入りはどちらも1988年の光GENJI以来21年ぶりであり、4作のTOP5入りは史上初。嵐は前年の年間チャートでも1位・2位を独占しており、 同一アーティストの年間シングルチャート2年連続1位は、1977・78年のピンク・レディー以来31年ぶり。2年連続の1・2フィニッシュは史上初。上位50作中ジャニーズ事務所所属歌手による作品は計16作チャートイン。前年の20作は下回った。ジャニーズを中心とする男性アイドルに対し、女性アイドルのシングル売り上げが低迷する中、AKB48がTOP50中3作チャートインした。また、韓国出身のボーカルグループ・東方神起がソロユニット含め4作チャートインした。
- 集計会社 オリコン

### 年間TOP50
※オリコン 集計期間: 2008年12月22日付 - 2009年12月21日付
- 1位 嵐／矢野健太 starring Satoshi Ohno：「Believe/曇りのち、快晴」
- 2位 嵐：「明日の記憶/Crazy Moon〜キミ・ハ・ムテキ〜」
- 3位 嵐：「マイガール」
- 4位 秋元順子：「愛のままで…」
- 5位 嵐：「Everything」
- 6位 B'z：「イチブトゼンブ/DIVE」
- 7位 KAT-TUN：「RESCUE」
- 8位 遊助：「ひまわり」
- 9位 KAT-TUN：「ONE DROP」
- 10位 関ジャニ∞：「急☆上☆Show!!」
- 11位 NEWS：「恋のABO」
- 12位 EXILE：「THE HURRICANE 〜FIREWORKS〜」
- 13位 中山優馬 w/B.I.Shadow/NYC boys：「悪魔な恋/NYC」
- 14位 EXILE：「THE MONSTER 〜Someday〜」
- 15位 EXILE：「THE GENERATION 〜ふたつの唇〜」
- 16位 山下智久：「Loveless」
- 17位 遊助：「たんぽぽ/海賊船/其の拳」
- 18位 LANDS：「BANDAGE」
- 19位 羞恥心：「弱虫サンタ」
- 20位 B'z：「MY LONELY TOWN」
- 21位 東方神起：「Stand by U」
- 22位 AKB48：「RIVER」
- 23位 KinKi Kids：「約束」
- 24位 福山雅治：「化身」
- 25位 氷川きよし：「浪曲一代」
- 26位 浜崎あゆみ：「Days/GREEN」
- 27位 氷川きよし：「ときめきのルンバ」
- 28位 KinKi Kids：「スワンソング」
- 29位 BUMP OF CHICKEN：「R.I.P./Merry Christmas」
- 30位 東方神起：「Share The World/ウィーアー!」
- 31位 堂本光一：「妖 〜あやかし〜」
- 32位 JEJUNG & YUCHUN（from 東方神起）：「COLORS 〜Melody and Harmony〜/Shelter」
- 33位 桜高軽音部：「Don't say "lazy"」
- 34位 YUI：「again」
- 35位 桜高軽音部：「Cagayake!GIRLS」
- 36位 ポルノグラフィティ：「今宵、月が見えずとも」
- 37位 遊助：「いちょう」
- 38位 JUJU：「明日がくるなら JUJU with JAY'ED」
- 39位 AKB48：「涙サプライズ!」
- 40位 GReeeeN：「遥か」
- 41位 SMAP：「そっと きゅっと/スーパースター★」
- 42位 水森かおり：「安芸の宮島」
- 43位 浜崎あゆみ：「Rule/Sparkle」
- 44位 GReeeeN：「歩み」
- 45位 安室奈美恵：「WILD/Dr.」
- 46位 フレンズ&ヘキサゴンオールスターズ：「泣いてもいいですか」
- 47位 AKB48：「言い訳Maybe」
- 48位 The SHIGOTONIN：「鏡花水月」
- 49位 東方神起：「Bolero/Kiss The Baby Sky/忘れないで」
- 50位 浜崎あゆみ：「Sunrise/Sunset 〜LOVE is ALL〜」

### インディーズシングル年間10
- 1位 VAMPS「I GOTTA KICK START NOW」
- 2位 VAMPS「EVANESCENT」
- 3位 VAMPS「SWEET DREAMS」
- 4位 Ken「Deeper」
- 5位 詩音「RAIN OF TEARZ/GIRLICIOUS feat.DJ☆GO」
- 6位 かりゆし58「さよなら」
- 7位 AK-69 a.k.a. Kalassy Nikoff「IRON HORSE -No Mark-/LET'S PARTY」
- 8位 銀杏BOYZ「ボーイズ・オン・ザ・ラン」
- 9位 矢沢永吉「Loser」
- 10位 詩音「LUV/SUMMER TIME LUV」

### Billboard Japan 年間TOP10
※Billboard JAPAN 集計期間: 2008年12月 - 2009年11月
- 1位 B'z：『イチブトゼンブ』
- 2位 嵐：『Believe』
- 3位 ROCK'A'TRENCH：『My SunShine』
- 4位 コブクロ：『虹』
- 5位 嵐：『マイガール』
- 6位 遊助：『ひまわり』
- 7位 嵐：『Everything』
- 8位 嵐：『明日の記憶』
- 9位 秋元順子：『愛のままで…』
- 10位 EXILE：『Someday』

### ゴールドディスク認定
| 作品名                                    | 認定             |
| ダブル・プラチナ                          | ダブル・プラチナ |
| ----------------------------------------- | ---------------- |
| 嵐「マイガール」                          | 2009年11月       |
| プラチナ                                  |                  |
| LANDS「BANDAGE」                          | 2009年11月       |
| 福山雅治「はつ恋」                        | 2009年12月       |
| AKB48「RIVER」                            | 2010年2月        |
| 坂本冬美「また君に恋してる/アジアの海賊」 | 2010年4月        |
| ゴールド                                  |                  |
| いきものがかり「ふたり」                  | 2009年11月       |
| AKB48「RIVER」                            | 2009年11月       |
| BUMP OF CHICKEN「R.I.P./Merry Christmas」 | 2009年11月       |
| 遊助「いちょう」                          | 2009年11月       |
| スラッシュ「SAHARA〜feat. 稲葉浩志」      | 2009年11月       |
| 関ジャニ∞「GIFT 〜白〜」                  | 2009年12月       |
| 関ジャニ∞「GIFT 〜赤〜」                  | 2009年12月       |
| 関ジャニ∞「GIFT 〜緑〜」                  | 2009年12月       |
| 桑田佳祐「君にサヨナラを」                | 2009年12月       |
| 浜崎あゆみ「You were.../BALLAD」          | 2009年12月       |
| FUNKY MONKEY BABYS「ヒーロー/明日へ」     | 2009年12月       |
| supercell「君の知らない物語」             | 2010年2月        |
| 三山ひろし「人恋酒場」                    | 2010年9月        |
| fripSide「only my railgun」               | 2010年11月       |
| 桜高軽音部「ふわふわ時間」                | 2012年1月        |

## 総合アルバム（邦楽・洋楽　日本のデータ）
アルバムミリオンセラーは3作（最終週でGReeeeNが100万127枚でギリギリ達成）、前年の4作を下回った。シングル同様、アルバムでも嵐が年間1位。同一アーティストによる年間シングル・アルバム1位独占は、2001年の宇多田ヒカル以来8年ぶり。アイドル歌手による年間アルバムチャート1位は、1988年の光GENJI以来21年ぶり。
6月、ヴァン・クライバーン国際ピアノコンクールで優勝した辻井伸行の作品がチャートイン。ソロピアニスト（クラシック）によるアルバムが年間TOP50入りするのは、史上初。インストアルバムによる年間TOP50入りは、2004年の女子十二楽坊以来5年ぶり。ソロ名義によるボーカル曲無しのアルバムとしては、2003年の綾小路きみまろ以来6年ぶり。クラシックのアルバムが年間TOP50入りするのは、2002年の小澤征爾&ウィーン・フィルハーモニー管弦楽団以来7年ぶり。
同じく6月に急死したマイケル・ジャクソンが2作チャートインしたのを筆頭に、TOP50中洋楽作品が過去最多となる10作がチャートイン（宇多田ヒカル、東方神起を洋楽扱いとした場合）。
- 2000年以来続いていた浜崎あゆみのアルバム年間連続TOP10入り記録が今年で途絶えた。

### 年間TOP50
※オリコン 集計期間: 2008年12月22日付 - 2009年12月21日付
- 1位 嵐：『All the BEST! 1999-2009』
- 2位 Mr.Children：『SUPERMARKET FANTASY』
- 3位 GReeeeN：『塩、コショウ』
- 4位 EXILE：『愛すべき未来へ』
- 5位 EXILE：『EXILE BALLAD BEST』
- 6位 絢香：『ayaka's History 2006-2009』
- 7位 DREAMS COME TRUE：『DO YOU DREAMS COME TRUE?』
- 8位 レミオロメン：『レミオベスト』
- 9位 Superfly：『Box Emotions』
- 10位 コブクロ：『CALLING』
- 11位 福山雅治：『残響』
- 12位 マイケル・ジャクソン：『キング・オブ・ポップ -ジャパン・エディション』
- 13位 B'z：『MAGIC』
- 14位 いきものがかり：『My song Your song』
- 15位 倖田來未：『TRICK』
- 16位 浜崎あゆみ：『NEXT LEVEL』
- 17位 GReeeeN：『いままでのA面、B面ですと!?』
- 18位 加藤ミリヤ：『Ring』
- 19位 RADWIMPS：『アルトコロニーの定理』
- 20位 Perfume：『⊿』
- 21位 マイケル・ジャクソン：『マイケル・ジャクソン THIS IS IT』
- 22位 東方神起：『The Secret Code』
- 23位 JUJU：『What's Love?』
- 24位 ユニコーン：『シャンブル』
- 25位 倉木麻衣：『ALL MY BEST』
- 26位 関ジャニ∞：『PUZZLE』
- 27位 KAT-TUN：『Break the Records -by you & for you-』
- 28位 つるの剛士：『つるのうた』
- 29位 Utada：『This Is The One』
- 30位 湘南乃風：『湘南乃風〜JOKER〜』
- 31位 バックストリート・ボーイズ：『ディス・イズ・アス』
- 32位 AI：『BEST A.I.』
- 33位 ブラック・アイド・ピーズ：『The E.N.D.』
- 34位 グリーン・デイ：『21世紀のブレイクダウン』
- 35位 GIRL NEXT DOOR：『GIRL NEXT DOOR』
- 36位 Various Artists：『アイのうた2』
- 37位 木村カエラ：『HOCUS POCUS』
- 38位 ゆず：『FURUSATO』
- 39位 椎名林檎：『三文ゴシップ』
- 40位 ニーヨ：『Ne-Yo：ザ・コレクション』
- 41位 GLAY：『THE GREAT VACATION VOL.1 〜SUPER BEST OF GLAY〜』
- 42位 レディー・ガガ：『ザ・フェイム』
- 43位 Various Artists：『銀魂BEST』
- 44位 大塚愛：『LOVE LETTER』
- 45位 GLAY：『THE GREAT VACATION VOL.2 〜SUPER BEST OF GLAY〜』
- 46位 辻井伸行：『debut』
- 47位 マドンナ：『セレブレイション 〜マドンナ・オールタイム・ベスト〜』
- 48位 FUNKY MONKEY BABYS：『ファンキーモンキーベイビーズ3』
- 49位 KinKi Kids：『J album』
- 50位 UVERworld：『AwakEVE』

### インディーズアルバム年間10
- 1位 HY「HeartY」
- 2位 矢沢永吉「ROCK'N'ROLL」
- 3位 VAMPS「VAMPS」
- 4位 相対性理論「ハイファイ新書」
- 5位 Various Artists「初音ミク ベスト〜impacts〜」
- 6位 MONGOL800「eight-hundreds」
- 7位 相対性理論「シフォン主義」
- 8位 詩音「Truth」
- 9位 Various Artists「あいのり 1999-2009 THE BEST OF LOVE SONGS」
- 10位 AK-69「THE CARTEL FROM STREETS」

### ゴールドディスク認定
| 作品名                                                                  | 認定       |
| ミリオン                                                                | ミリオン   |
| ----------------------------------------------------------------------- | ---------- |
| 絢香「ayaka's History 2006-2009」                                       | 2009年11月 |
| EXILE「愛すべき未来へ」                                                 | 2009年12月 |
| レディー・ガガ「ザ・フェイム」                                          | 2011年7月  |
| トリプル・プラチナ                                                      |            |
| GReeeeN「いままでのA面、B面ですと!?」                                   | 2009年11月 |
| ダブル・プラチナ                                                        |            |
| B'z「MAGIC」                                                            | 2009年11月 |
| 福山雅治「残響」                                                        | 2009年11月 |
| 安室奈美恵「PAST ＜ FUTURE」                                            | 2009年12月 |
| いきものがかり「ハジマリノウタ」                                        | 2010年1月  |
| プラチナ                                                                |            |
| EXILE「THE GENERATION 〜ふたつの唇〜」（アルバム扱い）                  | 2009年11月 |
| 関ジャニ∞「急☆上☆Show!!」（アルバム扱い）                               | 2009年11月 |
| 山下智久「Loveless」（アルバム扱い）                                    | 2009年11月 |
| バックストリート・ボーイズ「ディス・イズ・アス」                        | 2009年11月 |
| マイケル・ジャクソン「マイケル・ジャクソン THIS IS IT」                 | 2009年11月 |
| レディー・ガガ「ザ・フェイム」                                          | 2009年11月 |
| 遊助「あの・・こんなんできましたケド。」                                | 2009年12月 |
| ゆず「FURUSATO」                                                        | 2009年12月 |
| 木村カエラ「HOCUS POCUS」                                               | 2010年1月  |
| マドンナ「セレブレイション 〜マドンナ・オールタイム・ベスト〜」         | 2010年1月  |
| ブラック・アイド・ピーズ「The E.N.D.」                                  | 2010年3月  |
| 西野カナ「LOVE one.」                                                   | 2010年4月  |
| 坂本冬美「Love Songs 〜また君に恋してる〜」                             | 2010年6月  |
| UNKY MONKEY BABYS「ファンキーモンキーベイビーズ3」                      | 2010年6月  |
| スーザン・ボイル「夢やぶれて」                                          | 2010年10月 |
| ニーヨ「Ne-Yo：ザ・コレクション」                                       | 2011年8月  |
| Various Artists「銀魂BEST」                                             | 2013年12月 |
| UVERworld「Neo SOUND BEST」                                             | 2014年5月  |
| ゴールド                                                                |            |
| 大塚愛「LOVE is BEST」                                                  | 2009年11月 |
| 柴咲コウ「Love Paranoia」                                               | 2009年11月 |
| SEAMO「Best Of SEAMO」                                                  | 2009年11月 |
| スキマスイッチ「ナユタとフカシギ」                                      | 2009年11月 |
| サラ・ブライトマン「アマルフィ 〜サラ・ブライトマン・ラヴ・ソングス〜」 | 2009年11月 |
| ボン・ジョヴィ「ザ・サークル」                                          | 2009年11月 |
| Every Little Thing「Every Best Single 〜COMPLETE〜」                    | 2009年12月 |
| m-flo「MF10 -10th ANNIVERSARY BEST-」                                   | 2009年12月 |
| DJ KAORI「DJ KAORI'S JMIX III」                                         | 2009年12月 |
| 平原綾香「my Classics!」                                                | 2009年12月 |
| MISIA「JUST BALLADE」                                                   | 2009年12月 |
| ザ・ビートルズ「ザ・ビートルズ BOX」                                    | 2009年12月 |
| KinKi Kids「J album」                                                   | 2010年1月  |
| flumpool「What's flumpool!?」                                           | 2010年1月  |
| のだめカンタービレ「のだめカンタービレ 最終楽章」                       | 2010年2月  |
| テイラー・スウィフト「フィアレス」                                      | 2010年2月  |
| Various Artists「I Love You」                                           | 2010年4月  |
| 倖田來未「KODA KUMI DRIVING HIT'S」                                     | 2010年5月  |
| アリシア・キーズ「エレメント・オブ・フリーダム」                        | 2010年6月  |
| DJ KAORI「DJ KAORI'S PARTY MIX」                                        | 2010年6月  |
| BIGBANG「BIGBANG」                                                      | 2010年11月 |
| ノラ・ジョーンズ「ザ・フォール」                                        | 2010年11月 |
| Various Artists「初音ミク ベスト〜impacts〜」                           | 2011年10月 |
| 相対性理論「ハイファイ新書」                                            | 2012年12月 |
| フロー・ライダー「俺のルーツ」                                          | 2013年11月 |
| 山口百恵「GOLDEN☆BEST 山口百恵 コンプリート・シングルコレクション」     | 2016年6月  |
| Various Artists「初音ミク ベスト〜memories〜」                          | 2023年4月  |

## 音楽配信 (日本のデータ)
集計 日本レコード協会
- 着うたフルは引き続き高水準で推移（売上142百万件、前年比+0%）し、シングルCD（生産44百万件、前年比-16%）の3倍超の売上件数となった。また、PC配信（売上42百万件、前年比+12%、スマホ含む単曲売上）も増勢を続け、シングルCDとほぼ肩を並べるに至った[8]。
- 結果として、本年発表分で下記13作のフル配信ミリオンが達成された。（下記計数には翌年以降の売上も一部含まれる）
  - 木村カエラ『Butterfly』（着うたフル1百万DL、PC50万DL）
  - GReeeeN『遥か』（着うたフル1百万DL、PC25万DL）
  - Hilcrhyme『春夏秋冬』（着うたフル1百万DL、PC25万DL）
  - EXILE『ふたつの唇』（着うたフル1百万DL、PC25万DL）
  - JUJU with JAY'ED『明日がくるなら』（着うたフル1百万DL）
  - B'z『イチブトゼンブ』（着うたフル75万DL、PC25万DL）
  - 加藤ミリヤx清水翔太『Love Forever』　※フル合算1百万DL
  - 西野カナ『もっと…』　※フル合算1百万DL
  - 西野カナ『Dear…』　※フル合算1百万DL
  - いきものがかり『YELL』　※フル合算1百万DL
  - MISIA『逢いたくていま』　※フル合算1百万DL
  - GReeeeN『歩み』　※フル合算1百万DL
  - JUJU『やさしさで溢れるように』　※フル合算1百万DL
- iTunesにおけるPC配信年間1位はGReeeeN「遥か」であった[9]。

### 音楽配信ゴールド認定シングル
| 作品名                                                                               | 認定月                                   |
| ダブル・ミリオン (2,000,000ダウンロード)                                             | ダブル・ミリオン (2,000,000ダウンロード) |
| ------------------------------------------------------------------------------------ | ---------------------------------------- |
| EXILE「ふたつの唇」                                                                  | 2010年3月                                |
| ミリオン (1,000,000ダウンロード)                                                     |                                          |
| GReeeeN「歩み」                                                                      | 2009年5月                                |
| JUJU with JAY'ED「明日がくるなら」                                                   | 2009年5月                                |
| 遊助「ひまわり」                                                                     | 2009年5月                                |
| GReeeeN「遥か」                                                                      | 2009年10月                               |
| Hilcrhyme「春夏秋冬」                                                                | 2010年2月                                |
| 木村カエラ「Butterfly」                                                              | 2010年1月                                |
| 加藤ミリヤx清水翔太「Love Forever」                                                  | 2014年1月                                |
| 西野カナ「もっと…」                                                                  | 2014年1月                                |
| B'z「イチブトゼンブ」                                                                | 2014年1月                                |
| 西野カナ「Dear…」                                                                    | 2014年4月                                |
| いきものがかり「YELL」                                                               | 2014年5月                                |
| MISIA「逢いたくていま」                                                              | 2019年1月                                |
| JUJU「やさしさで溢れるように」                                                       | 2019年10月                               |
| トリプル・プラチナ (750,000ダウンロード)                                             |                                          |
| DREAMS COME TRUE「ア・イ・シ・テ・ルのサイン 〜わたしたちの未来予想図〜」            | 2009年10月                               |
| 清水翔太×加藤ミリヤ「FOREVER LOVE」                                                  | 2010年4月                                |
| 加藤ミリヤ「Aitai」                                                                  | 2011年9月                                |
| 東方神起「Share The World」                                                          | 2014年1月                                |
| いきものがかり「じょいふる」                                                         | 2014年11月                               |
| DREAMS COME TRUE「何度でも」                                                         | 2015年7月                                |
| GReeeeN「刹那」                                                                      | 2016年2月                                |
| supercell「君の知らない物語」                                                        | 2020年8月                                |
| 西野カナ「君に会いたくなるから」                                                     | 2024年11月                               |
| ダブル・プラチナ (500,000ダウンロード)                                               |                                          |
| Lil'B「キミが好きで」                                                                | 2009年2月                                |
| ROCK'A'TRENCH「My SunShine」                                                         | 2009年3月                                |
| 浜崎あゆみ「Sunset 〜LOVE is ALL〜」                                                 | 2009年9月                                |
| 木村カエラ「ホットペッパーの唄」                                                     | 2009年11月                               |
| 遊助「たんぽぽ」                                                                     | 2009年12月                               |
| 福山雅治「はつ恋」                                                                   | 2010年3月                                |
| 平井堅「僕は君に恋をする」                                                           | 2011年1月                                |
| たつやくんとマユミーヌ「まねきねこダックの歌」                                       | 2011年2月                                |
| INFINITY16「伝えたい事がこんなあるのに」                                             | 2011年12月                               |
| EXILE「FIREWORKS」                                                                   | 2012年1月                                |
| 絢香「みんな空の下」                                                                 | 2014年1月                                |
| EXILE「Someday」                                                                     | 2014年1月                                |
| EXILE「優しい光」                                                                    | 2014年1月                                |
| AKB48「RIVER」                                                                       | 2014年1月                                |
| 桜高軽音部「Don't say "lazy"」                                                       | 2014年1月                                |
| シド「嘘」                                                                           | 2014年1月                                |
| 清水翔太「君が好き」                                                                 | 2014年1月                                |
| Superfly「Alright!!」                                                                | 2014年1月                                |
| May J.「Garden feat. DJ KAORI, Diggy-MO', クレンチ&ブリスタ」                        | 2014年1月                                |
| 林原めぐみ「集結の園へ」                                                             | 2015年1月                                |
| コブクロ「虹」                                                                       | 2015年8月                                |
| 西野カナ feat.WISE「遠くても」                                                       | 2017年1月                                |
| プラチナ (250,000ダウンロード)                                                       |                                          |
| JASMINE「sad to say」                                                                | 2009年10月                               |
| つるの剛士「M」                                                                      | 2009年10月                               |
| 福山雅治「最愛」                                                                     | 2009年10月                               |
| 遊助「いちょう」                                                                     | 2009年11月                               |
| 柴咲コウ「ラバソー 〜lover soul〜」                                                  | 2009年12月                               |
| 菅原紗由理「キミに贈る歌」                                                           | 2010年1月                                |
| YUI「again                                                                           | 2010年2月                                |
| Tiara「さよならをキミに...feat.Spontania」                                           | 2010年5月                                |
| Hilcrhyme「もうバイバイ」                                                            | 2010年7月                                |
| コブクロ「STAY」                                                                     | 2010年9月                                |
| AZU「いますぐに…」                                                                   | 2010年10月                               |
| Juliet「フユラブ」                                                                   | 2010年11月                               |
| 加藤ミリヤ「WHY」                                                                    | 2011年1月                                |
| lecca「For You」                                                                     | 2011年1月                                |
| レディー・ガガ「ポーカー・フェイス」                                                 | 2011年2月                                |
| 西野カナ「君の声を feat.VERBAL(m-flo)」                                              | 2011年4月                                |
| Juliet「ナツラブ」                                                                   | 2011年6月                                |
| レディー・ガガ「テレフォン feat.ビヨンセ」                                           | 2011年7月                                |
| 倖田來未×misono「It's all Love!」                                                    | 2011年7月                                |
| 桜高軽音部「Cagayake!GIRLS」                                                         | 2011年7月                                |
| 日野あずき「ひとひらの花」                                                           | 2012年1月                                |
| 坂本冬美「また君に恋してる」                                                         | 2012年3月                                |
| いきものがかり「ふたり」                                                             | 2012年3月                                |
| BoA「永遠」                                                                          | 2012年5月                                |
| Aqua Timez「プルメリア 〜花唄〜」                                                    | 2012年8月                                |
| いきものがかり「ホタルノヒカリ」                                                     | 2014年1月                                |
| EXILE「愛すべき未来へ」                                                              | 2014年1月                                |
| EXILE「Heavenly White」                                                              | 2014年1月                                |
| AKB48「10年桜」                                                                      | 2014年1月                                |
| AKB48「涙サプライズ!」                                                               | 2014年1月                                |
| 尾崎豊「I LOVE YOU」                                                                 | 2014年1月                                |
| Gackt「Journey through the Decade」                                                  | 2014年1月                                |
| 倖田來未「Lick me」                                                                  | 2014年1月                                |
| Sugar Soul「Garden」                                                                 | 2014年1月                                |
| スキマスイッチ「ゴールデンタイムラバー」                                             | 2014年1月                                |
| Superfly「My Best Of My Life」                                                       | 2014年1月                                |
| TOKYO No.1 SOUL SET+HALCALI「今夜はブギー・バック」                                  | 2014年1月                                |
| 東方神起「Stand by U」                                                               | 2014年1月                                |
| DREAMS COME TRUE「未来予想図II」                                                     | 2014年1月                                |
| 浜崎あゆみ「Rule」                                                                   | 2014年1月                                |
| 浜崎あゆみ「You were...」                                                            | 2014年1月                                |
| フレンズ「泣いてもいいですか（フレンズバージョン）」                                 | 2014年1月                                |
| MONKEY MAJIK「アイシテル」                                                           | 2014年1月                                |
| バックストリート・ボーイズ「ストレート・スルー・マイ・ハート（メイン・バージョン）」 | 2014年1月                                |
| リンキン・パーク「ニュー・ディヴァイド」                                             | 2014年1月                                |
| BIGBANG「声をきかせて」                                                              | 2014年2月                                |
| ブラック・アイド・ピーズ「アイ・ガッタ・フィーリング」                               | 2014年5月                                |
| Superfly「やさしい気持ちで」                                                         | 2014年6月                                |
| DREAMS COME TRUE feat. FUZZY CONTROL「その先へ」                                     | 2014年8月                                |
| 加藤ミリヤ「20 -CRY-」                                                               | 2015年2月                                |
| 福山雅治「化身」                                                                     | 2015年4月                                |
| Dragon Ash「Life goes on」                                                           | 2015年8月                                |
| 絢香「夢を味方に」                                                                   | 2015年9月                                |
| 上木彩矢 w TAKUYA「W-B-X 〜W-Boiled Extreme〜」                                      | 2015年12月                               |
| lecca「My measure」                                                                  | 2015年12月                               |
| 高橋瞳×BEAT CRUSADERS「ウォーアイニー」                                              | 2016年7月                                |
| 宇多田ヒカル「Beautiful World -PLANiTb Acoustica Mix-」                              | 2016年9月                                |
| DA PUMP「if…」                                                                       | 2017年12月                               |
| 尾崎豊「OH MY LITTLE GIRL」                                                          | 2019年5月                                |
| テイラー・スウィフト「ユー・ビロング・ウィズ・ミー」                                 | 2020年3月                                |
| 青山テルマ「忘れないよ」                                                             | 2020年8月                                |
| BoA「まもりたい 〜White Wishes〜」                                                   | 2024年6月                                |
| ゴールド (100,000ダウンロード)                                                       |                                          |
| My Little Lover「音のない世界」                                                      | 2009年2月                                |
| RSP「さくら 〜あなたに出会えてよかった〜」                                           | 2009年3月                                |
| レミオロメン「Sakura」                                                               | 2009年3月                                |
| レミオロメン「3月9日」                                                               | 2009年3月                                |
| HOME MADE 家族「YOU 〜あなたがそばにいる幸せ〜」                                     | 2009年4月                                |
| 角田信朗「よっしゃあ漢唄」                                                           | 2009年5月                                |
| 里田まい with 合田兄妹「バイバイ」                                                   | 2009年5月                                |
| ステレオポニー「泪のムコウ」                                                         | 2009年5月                                |
| SPHERE「君といたい feat. 傳田真央」                                                  | 2009年5月                                |
| 中島美嘉「Over Load」                                                                | 2009年5月                                |
| Perfume「ワンルーム・ディスコ」                                                      | 2009年5月                                |
| Utada「カム・バック・トゥ・ミー」                                                    | 2009年5月                                |
| 安室奈美恵「WILD」                                                                   | 2009年6月                                |
| MINMI「アベマリア」                                                                  | 2009年6月                                |
| GIRL NEXT DOOR「Infinity」                                                           | 2009年7月                                |
| YU-A「逢いたい…」                                                                    | 2009年7月                                |
| RADWIMPS「おしゃかしゃま」                                                           | 2009年7月                                |
| AZU「I WILL」                                                                        | 2009年8月                                |
| GReeeeN「いつまでも」                                                                | 2009年8月                                |
| SCANDAL「少女S」                                                                     | 2009年8月                                |
| 矢島美容室「SAKURA -ハルヲウタワネバダ-」                                            | 2009年8月                                |
| Lil'B「時間を止めて…」                                                               | 2009年8月                                |
| 椎名林檎「ありあまる富」                                                             | 2009年8月                                |
| alan「久遠の河」                                                                     | 2009年9月                                |
| BENI「Kiss Kiss Kiss」                                                               | 2009年9月                                |
| 安室奈美恵「Dr.」                                                                    | 2009年10月                               |
| Spontania feat. 伊藤由奈「今でもずっと」                                             | 2009年10月                               |
| twenty4-7「Get A Life〜Again〜」                                                     | 2009年10月                               |
| BENI「ずっと二人で」                                                                 | 2009年10月                               |
| MAY'S「I LOVE YOUが言えなくて」                                                      | 2009年10月                               |
| Safarii「この恋にさよなら」                                                          | 2009年11月                               |
| Spontania feat.AZU「同じ空みつめてるあなたに」                                       | 2009年11月                               |
| DREAMS COME TRUE「WINTER SONG (DANCING SNOWFLAKES VERSION)」                         | 2009年11月                               |
| PENGIN「世界に一人のシンデレラ」                                                     | 2009年11月                               |
| YUI「It's all too much」                                                             | 2009年11月                               |
| Lil'B「つないだ手」                                                                  | 2009年11月                               |
| 中島美嘉「流れ星」                                                                   | 2009年12月                               |
| mihimaru GT「Switch」                                                                | 2009年12月                               |
| Love「ただ一つの願いさえ」                                                           | 2009年12月                               |
| 坂詰美紗子「きっと大丈夫」                                                           | 2010年1月                                |
| 菅原紗由理「キミに贈る歌」                                                           | 2010年1月                                |
| SoulJa「Way to Love 〜最後の恋〜 feat.唐沢美帆」                                     | 2010年2月                                |
| 10-FEET「1sec.」                                                                     | 2010年2月                                |
| ベッキー♪♯「心こめて」                                                               | 2010年2月                                |
| 東京事変「能動的三分間」                                                             | 2010年2月                                |
| Sonar Pocket「二人いつまでも」                                                       | 2010年3月                                |
| 西野カナ「MAYBE」                                                                    | 2010年3月                                |
| Hilcrhyme「純也と真菜実」                                                            | 2010年3月                                |
| BIGBANG「ガラガラ GO!!」                                                             | 2010年3月                                |
| 福山雅治「道標」                                                                     | 2010年4月                                |
| ET-KING「新恋愛」                                                                    | 2010年6月                                |
| UVERworld「哀しみはきっと」                                                          | 2010年6月                                |
| カーペンターズ「トップ・オブ・ザ・ワールド」                                         | 2010年7月                                |
| MAY'S「WISH」                                                                        | 2010年7月                                |
| UNICORN「WAO!」                                                                      | 2010年7月                                |
| 安室奈美恵「The Meaning Of Us」                                                      | 2010年8月                                |
| ET-KING「君想う花」                                                                  | 2010年8月                                |
| 桜高軽音部「ふわふわ時間」                                                           | 2010年8月                                |
| 新垣結衣「小さな恋のうた」                                                           | 2010年9月                                |
| いきものがかり「なくもんか」                                                         | 2010年10月                               |
| JASMINE「NO MORE」                                                                   | 2010年10月                               |
| JUJU「PRESENT」                                                                      | 2010年10月                               |
| supercell「メルト」                                                                  | 2010年10月                               |
| abingdon boys school「JAP」                                                          | 2010年11月                               |
| NICO Touches the Walls「ホログラム」                                                 | 2010年11月                               |
| シド「2℃目の彼女」                                                                   | 2010年12月                               |
| RSP「恋哀歌 〜あの日に帰りたい〜」                                                   | 2011年1月                                |
| FLOW「WORLD END」                                                                    | 2011年1月                                |
| MAY'S「ONE LOVE 〜100万回のKISSでアイシテル〜」                                      | 2011年1月                                |
| スパイス・ガールズ「ワナビー」                                                       | 2011年1月                                |
| ブラック・アイド・ピーズ「ブン・ブン・パウ」                                         | 2011年4月                                |
| 高橋洋子「残酷な天使のテーゼ 2009VERSION」                                           | 2011年5月                                |
| アース・ウィンド・アンド・ファイアー「宇宙のファンタジー」                           | 2011年5月                                |
| Acid Black Cherry「月光花」                                                          | 2011年6月                                |
| 尾崎豊「卒業」                                                                       | 2011年7月                                |
| Steady&Co.「Only Holy Story」                                                        | 2011年7月                                |
| supercell「ワールドイズマイン」                                                      | 2011年8月                                |
| AKBアイドリング!!!「会いたかった（アイドリング!!!バージョン）」                      | 2011年8月                                |
| 尾崎豊「僕が僕であるために」                                                         | 2011年9月                                |
| 徳永英明「夢を信じて」                                                               | 2011年9月                                |
| 尾崎豊「15の夜」                                                                     | 2011年10月                               |
| KG「君に言えなかった想い duet with May J.」                                          | 2011年10月                               |
| 童子-T「想い feat.YU-A」                                                             | 2011年10月                               |
| YU-A「嫌いになれたら」                                                               | 2011年11月                               |
| アリシア・キーズ「ノー・ワン」                                                       | 2011年11月                               |
| 矢島美容室「はまぐりボンバー」                                                       | 2011年12月                               |
| AKB48「言い訳Maybe」                                                                 | 2012年4月                                |
| Acid Black Cherry「眠り姫」                                                          | 2012年4月                                |
| ji ma ma「大丈夫」                                                                   | 2012年8月                                |
| JUJU with JAY'ED「明日がくるなら original duet version」                             | 2012年11月                               |
| 放課後ティータイム「ふわふわ時間」                                                   | 2012年12月                               |
| B'z「DIVE」                                                                          | 2013年2月                                |
| Superfly「恋する瞳は美しい」                                                         | 2013年9月                                |
| 伊藤由奈「trust you」                                                                | 2013年10月                               |
| スキマスイッチ「雫」                                                                 | 2013年10月                               |
| alan「BALLAD〜名もなき恋のうた〜」                                                   | 2014年1月                                |
| RSP「アンマー 〜母唄〜」                                                             | 2014年1月                                |
| EXILE「THE NEXT DOOR」                                                               | 2014年1月                                |
| EXILE「If ～I know～」                                                               | 2014年1月                                |
| AKB48「君のことが好きだから」                                                        | 2014年1月                                |
| 尾崎豊「シェリー」                                                                   | 2014年1月                                |
| 尾崎豊「Forget-me-not」                                                              | 2014年1月                                |
| 清水翔太「let go 〜maison de m-flo〜」                                               | 2014年1月                                |
| SEAMO「キミヲワスレナイ feat. AYUSE KOZUE」                                          | 2014年1月                                |
| JUJU「The Rose」                                                                     | 2014年1月                                |
| ステレオポニー「ツキアカリのミチシルベ」                                             | 2014年1月                                |
| supercell「ブラック★ロックシューター」                                               | 2014年1月                                |
| CHERRYBLOSSOM「桜ロック」                                                            | 2014年1月                                |
| 土屋アンナ「Brave vibration」                                                        | 2014年1月                                |
| 東方神起「Survivor」                                                                 | 2014年1月                                |
| 東方神起「甘く果てしなく」                                                           | 2014年1月                                |
| 放課後ティータイム「わたしの恋はホッチキス」                                         | 2014年1月                                |
| 水樹奈々「深愛」                                                                     | 2014年1月                                |
| MiChi「ChaNge the WoRLd」                                                            | 2014年1月                                |
| 森山直太朗「愛し君へ」                                                               | 2014年1月                                |
| 山下達郎「僕らの夏の夢」                                                             | 2014年1月                                |
| lecca「紅空」                                                                        | 2014年1月                                |
| ONE☆DRAFT「ワンダフルデイズ」                                                        | 2014年1月                                |
| アッシャー「YEAH!Featuring Lil'Jon&Ludacris」                                        | 2014年1月                                |
| ジェイ・Z+アリシア・キーズ「エンパイア・ステイト・オブ・マインド」                   | 2014年1月                                |
| ジェイソン・デルーロ「ワッチャ・セイ、僕のせい」                                     | 2014年1月                                |
| フロー・ライダー「ライト・ラウンド」                                                 | 2014年1月                                |
| ブリトニー・スピアーズ「スリー☆禁断のラヴ・エクスタシー」                            | 2014年1月                                |
| マイリー・サイラス「パーティー・イン・ザ・U.S.A.」                                   | 2014年1月                                |
| マドンナ「セレブレイション」                                                         | 2014年1月                                |
| 反町隆史「POISON 〜言いたい事も言えないこんな世の中は〜」                            | 2014年2月                                |
| 坂本九「上を向いて歩こう」                                                           | 2014年5月                                |
| 水樹奈々「MASSIVE WONDERS」                                                          | 2014年5月                                |
| EXILE「Angel」                                                                       | 2014年7月                                |
| GIRL NEXT DOOR「Orion」                                                              | 2014年7月                                |
| DREAMS COME TRUE「LOVE LOVE LOVE」                                                   | 2014年10月                               |
| BACK-ON「flyaway」                                                                   | 2014年10月                               |
| 戦場ヶ原ひたぎ（斎藤千和）「staple stable」                                          | 2014年11月                               |
| Acid Black Cherry「優しい嘘」                                                        | 2014年12月                               |
| ケリー・クラークソン「ウィズアウト・ユー」                                           | 2015年1月                                |
| Superfly「Dancing On The Fire」                                                      | 2015年3月                                |
| 花*花「さよなら 大好きな人」                                                         | 2015年6月                                |
| フロー・ライダー「シュガー（Feat.ウインター）」                                      | 2015年10月                               |
| 東京事変「群青日和」                                                                 | 2015年11月                               |
| 大事MANブラザーズオーケストラ「それが大事〜完全版〜」                                | 2016年1月                                |
| 浜崎あゆみ「NEXT LEVEL」                                                             | 2016年11月                               |
| シェリル・ノーム starring May'n「オベリスク」                                        | 2017年月                                 |
| LONG SHOT PARTY「あの日タイムマシン」                                                | 2017年7月                                |
| 初田悦子「きみのママより」                                                           | 2017年9月                                |
| テレサ・テン「愛人」                                                                 | 2017年10月                               |
| MAY'S「DESTINY 〜for Dear...〜 feat. CLIFF EDGE」                                    | 2017年10月                               |
| 放課後ティータイム「ふでペン 〜ボールペン〜」                                        | 2018年9月                                |
| DREAMS COME TRUE「朝がまた来る」                                                     | 2018年11月                               |
| DREAMS COME TRUE「WINTER SONG ("雪のクリスマス" WORLDWIDE VERSION)」                 | 2018年12月                               |
| 林原めぐみ「Northern Lights」                                                        | 2019年8月                                |
| 北出菜奈「月華-tsukihana-」                                                          | 2019年9月                                |
| 阿部真央「貴方の恋人になりたいのです」                                               | 2020年3月                                |
| RCサクセション「雨あがりの夜空に」                                                   | 2020年3月                                |
| Kalafina「storia」                                                                   | 2020年9月                                |
| 逢坂大河（釘宮理恵）、櫛枝実乃梨（堀江由衣）、川嶋亜美（喜多村英梨）「オレンジ」     | 2022年8月                                |
| MASH「僕がいた」                                                                     | 2022年12月                               |

### ストリーミング認定作品
| 作品名                               | 認定月                               |
| プラチナ (100,000,000ストリーミング) | プラチナ (100,000,000ストリーミング) |
| ------------------------------------ | ------------------------------------ |
| 清水翔太「君が好き」                 | 2023年11月                           |
| supercell「君の知らない物語」        | 2024年4月                            |
| ゴールド (50,000,000ストリーミング)  |                                      |
| MISIA「逢いたくていま」              | 2022年10月                           |
| JUJU「やさしさで溢れるように」       | 2023年1月                            |
| GReeeeN「遥か」                      | 2023年4月                            |
| 加藤ミリヤx清水翔太「Love Forever」  | 2023年6月                            |
| fripSide「only my railgun」          | 2023年7月                            |
| 加藤ミリヤ「Aitai」                  | 2023年8月                            |
| 西野カナ「Dear…」                    | 2023年9月                            |
| 西野カナ「もっと…」                  | 2024年9月                            |
| RADWIMPS「おしゃかしゃま」           | 2024年10月                           |
| Hilcrhyme「春夏秋冬」                | 2024年11月                           |
| BIGBANG「声をきかせて」              | 2024年12月                           |

## DVDランキング (日本のデータ)
年間TOP30
- 1位 嵐「5×10 All the BEST! CLIPS 1999-2009」
- 2位 嵐「ARASHI AROUND ASIA 2008 in TOKYO」
- 3位 EXILE「EXILE LIVE TOUR "EXILE PERFECT LIVE 2008"」
- 4位 EXILE「EXILE LIVE TOUR 2009 "THE MONSTER"」
- 5位 SMAP「SMAP 2008 super.modern.artistic.performance tour」
- 6位 安室奈美恵「namie amuro BEST FICTION TOUR 2008-2009」
- 7位 関ジャニ∞「TOUR 2∞9 PUZZLE」
- 8位 KAT-TUN「KAT-TUN LIVE TOUR 2008 QUEEN OF PIRATES」
- 9位 東方神起「4th LIVE TOUR 2009 〜The Secret Code〜 FINAL in TOKYO DOME」
- 10位 マイケル・ジャクソン「ライヴ・イン・ブカレスト」
- 11位 B'z「B'z LIVE-GYM Pleasure 2008 -GLORY DAYS-」
- 12位 B'z「B'z LIVE-GYM Hidden Pleasure 〜Typhoon No.20〜」
- 13位 NEWS「NEWS LIVE DIAMOND」
- 14位 Mr.Children「Mr.Children Tour 2009 〜終末のコンフィデンスソングス〜」
- 15位 KinKi Kids「KinKi you DVD」
- 16位 マイケル・ジャクソン「ナンバー・ワンズ」
- 17位 桑田佳祐「昭和八十三年度! ひとり紅白歌合戦」
- 18位 マイケル・ジャクソン「ビデオ・グレイテスト・ヒッツ〜ヒストリー」
- 19位 ヘキサゴンオールスターズ「ヘキサゴンファミリーコンサート 2008 WE LIVE♥ヘキサゴン」
- 20位 Hey! Say! JUMP「Hey! Say! Jump-ing Tour '08-'09」
- 21位 東方神起「HISTORY in JAPAN Vol.4」
- 22位 Perfume「Perfume 『BUDOUKaaaaaaaaaaN!!!!!』」
- 23位 倖田來未「KODA KUMI LIVE TOUR 2009 〜TRICK〜」
- 24位 サザンオールスターズ「真夏の大感謝祭 LIVE」
- 25位 マイケル・ジャクソン「ヒストリー・オン・フィルム VOLUME II」
- 26位 東方神起「All About 東方神起 Season 3」
- 27位 浜崎あゆみ「ayumi hamasaki ASIA TOUR 2008 〜10th Anniversary〜」
- 28位 コブクロ「KOBUKURO FAN FESTA 2008〜10 YEARS SPECIAL!!!!」
- 29位 浜崎あゆみ「ayumi hamasaki PREMIUM COUNTDOWN LIVE 2008-2009 A」
- 30位 aiko「DECADE」

Category:2009年のライブ・ビデオを参照

### ゴールドディスク認定
| 作品名                                                                | 認定             |
| ダブル・プラチナ                                                      | ダブル・プラチナ |
| --------------------------------------------------------------------- | ---------------- |
| 嵐「5×10 All the BEST! CLIPS 1999-2009」                              | 2009年11月       |
| ゴールド                                                              |                  |
| NEWS「NEWS LIVE DIAMOND」                                             | 2009年11月       |
| Mr.Children「Mr.Children Tour 2009 〜終末のコンフィデンスソングス〜」 | 2009年11月       |
| KAT-TUN「KAT-TUN LIVE Break the Records」                             | 2009年12月       |
| 倖田來未「KODA KUMI LIVE TOUR 2009 〜TRICK〜」                        | 2010年5月        |

## 各チャート
- オリコン
  - Template:オリコン週間シングルチャート第1位 2009年
  - Template:オリコン週間アルバムチャート第1位 2009年
  - Template:オリコン週間アニメシングルチャート第1位 2009年
  - Template:オリコン週間演歌・歌謡シングルチャート第1位 2009年
  - Template:オリコン週間DVD音楽チャート第1位 2009年
- Billboard JAPAN
  - Template:Billboard JAPANシングル・チャート「Billboard JAPAN Hot 100」第1位 2009年
  - Template:Billboard JAPANアルバム・セールス・チャート「Billboard JAPAN Top Albums」第1位 2009年
  - Template:Billboard JAPANインディーズ・アルバム&シングル・セールス・チャート「Top Independent Albums and Singles」第1位 2009年
  - Template:Billboard JAPANクラシック・アルバム・セールス・チャート「Top Classical Albums」第1位 2009年
  - Template:Billboard JAPANジャズ・アルバム・セールス・チャート「Top Jazz Albums」第1位 2009年
  - Template:Billboard JAPAN洋楽サウンドトラック・アルバム・セールス・チャート「Top Overseas Soundtrack Albums」第1位 2009年
  - Template:Billboard JAPAN R35以上対象番組ラジオ・エアプレイ・チャート「Adult Contemporary Airplay」第1位 2009年
  - Template:Billboard JAPANシングル・セールス・チャート「Hot Singles Sales」第1位 2009年
  - Template:Billboard JAPANラジオ・エアプレイ・チャート「Hot Top Airplay」第1位 2009年
  - Template:Billboardシングル・チャート「Billboard Hot 100」第1位 2009年
  - Template:Billboardデジタル・シングル・チャート「Digital Songs」第1位 2009年
  - Template:Billboardアダルト・コンテンポラリー・チャート「Adult Contemporary」第1位 2009年
  - Template:Billboard R&B/ヒップホップ・シングル・チャート「R&B/Hip Hop Songs」第1位 2009年

## イベント
- 1月1日 - 第21回叱咤楽壇流行榜頒奨典礼（中国語版） （香港商業電台）
- 1月3日 - 第27回十大勁歌金曲頒奨典礼（中国語版）（TVB無線電視）
- 1月11日 - 中国歌曲排行榜年度頒奨礼(北京工人体育館)
- 1月18日 - 第31回十大中文金曲頒奨音楽会（RTHK香港電台）
- 2月8日 - 第51回グラミー賞開催。
- 2月19日 - ブリット・アワード開催。
- 4月4日 - アメリカ合衆国オハイオ州クリーヴランドでロックの殿堂表彰式開催。
- 5月16日 - ロシアのモスクワで第54回ユーロビジョン・ソング・コンテスト開催。

### ライブ
| 開催日                                  | タイトル・備考 |
| --------------------------------------- | --- |
| 1月18日-21日                            | 「リクエストアワーセットリストベスト100 2009」AKB48 SHIBUYA-AX で開催。                                                                  |
| 1月29日                                 | 清春15th Anniversary Presents kuroyume "the end" ～CORK SCREW A GO GO FINAL ～(日本武道館)                                               |
| 2月2日                                  | DIENOJI ROCK FESTIVAL 4 |
| 3月22日                                 | 全国民間放送FM53局＆KDDI present MEET THE MUSIC LIVE with コブクロ・ファンフェスタ2009（和歌山ビッグホエール）                           |
| 4月3日・4日・5日                        | パンクスプリング 20019 |
| 4月25日・26日                           | 氣志團現象2009 GIG AT THE BUDOKAN「鼓動」                                                                                                |
| 4月25日・26日                           | ARABAKI ROCK FEST.09（宮城県エコキャンプみちのく）                                                                                       |
| 5月2日・3日                             | X JAPAN X JAPAN WORLD TOUR Live in TOKYO ～攻撃続行中～（東京ドーム） - 5月30日、5月31日 - THE GREENROOM FESTIVAL 09(横浜大さん橋ホール) |
| 5月9日                                  | ANIMAX MUSIX-LINK TO THE WORLD |
| 5月9日・10日                            | BEA presents F-X |
| 5月17日                                 | FM802 STILL20 & SPACE SHOWER TV 20th Anniversaryz present SWEET LOVE SHOWER 2009 SPRING                                                  |
| 6月6日・7日                             | TAICOCLUB '09 |
| 6月14日                                 | RUSH BALL★R（初回） |
| 6月27日・7月4日                         | Yohito Teraoka Presents Golden Circle |
| 7月3日                                  | 湘南音祭 Vol.3 |
| 7月4日                                  | 見放題 2009 |
| 7月11日・12日                           | 京都大作戦 2009年 〜暑いのに熱くてごめんな祭〜 Sorry for being so hot in this heat                                                       |
| 7月18日                                 | AOMORI ROCK FESTIVAL 2009 |
| 7月18日・19日・20日                     | LIVE STAND 2009(幕張メッセ) |
| 7月18日・19日・20日                     | ap bank fes '09 |
| 7月19日                                 | KESEN ROCK FESTIVAL'09 |
| 7月19日・20日・21日                     | ap bank fes'09（静岡県つま恋） |
| 7月22日・23日                           | ロックロックこんにちは! Ver.Number 13 Prime Carnival（素祭／ソサイ）                                                                     |
| 7月24日・25日・26日                     | FUJI ROCK FESTIVAL 2009 |
| 7月25日                                 | FM802 MEET THE WORLD BEAT 2009 |
| 7月25日・26日                           | SETSTOCK 2009 |
| 7月25日・26日                           | TOKAI SUMMIT 2009 |
| 7月25日・26日                           | HIGHER GROUND 2009（大雨により中止） |
| 7月31日・8月1日・2日                    | ROCK IN JAPAN FESTIVAL 2009 |
| 8月1日                                  | ゆずpresents 音夜祭（横浜スタジアム） |
| 8月1日・8日・15日 22日・23日 29日・30日 | a-nation 2009 |
| 8月5日〜28日                            | TREASURE05X 2009 |
| 8月7日・8日・9日                        | SUMMER SONIC 2009 |
| 8月7日・8日・9日                        | ロラパルーザ 2009 |
| 8月8日                                  | 閃光ライオット2009（東京国際展示場西棟駐車場）                                                                                           |
| 8月9日                                  | WORLD HAPPINESS 2009 |
| 8月13日                                 | Exciting Summer in WAJIKI 2009 |
| 8月14日・15日                           | RISING SUN ROCK FESTIVAL 2009 in EZO |
| 8月14日・15日・16日                     | J-WAVE LIVE 2000+9 |
| 8月15日                                 | JACK IN THE BOX 2009 SUMMER |
| 8月15日                                 | SOUND MARINA 2009 ～Feel the Voice LOVE&PEACE～                                                                                          |
| 8月15日・16日                           | GLAY15th Anniversary Special Live 2009 THE GREAT VACATION in NISSAN STADIUM(横浜国際総合競技場)                                          |
| 8月22日                                 | ロックロックこんにちは! in 仙台 2009 |
| 8月22日・23日                           | Animelo Summer Live 2009 -RE:BRIDGE- |
| 8月22日・23日                           | MONSTER baSH 2009 |
| 8月23日                                 | KOYABU SONIC 2009 |
| 8月23日                                 | Sky Jamboree '09 〜新呼吸〜 |
| 8月29日                                 | WIRE09 |
| 8月28日・29日・30日                     | SPACE SHOWER SWEET LOVE SHOWER 2009 |
| 8月29日・9月12日 ・9月12日・10月4日     | Augusta Camp 2009 ～Extra～ |
| 8月30日                                 | RUSH BALL 2009 |
| 9月4日・5日・6日                        | 17th Sunset Live 2009 Love & Unity |
| 9月4日〜12日                            | RADIO BERRY ベリテンライブ2009 |
| 9月5日                                  | OTODAMA '09 音泉魂 |
| 9月5日                                  | 横浜レゲエ祭 2009 |
| 9月5日・12日・19日・20日                | YOUNG FLAG 09 (Zepp Fukuoka / Zepp Sapporo / Zepp Osaka / Zepp Tokyo)                                                                    |
| 9月6日                                  | 音楽と髭達 2009 -Way- |
| 9月12日                                 | いしがきミュージックフェスティバル'09（岩手県盛岡市・盛岡城跡公園ほか）                                                                  |
| 9月12日・13日                           | 定禅寺ストリートジャズフェスティバル 2009                                                                                                |
| 9月19日・20日                           | イナズマロックフェス2009（滋賀県草津市 烏丸半島芝生広場）                                                                                |
| 9月22日                                 | 京都音楽博覧会 2009 |
| 9月27日                                 | GREENROOM FESTIVAL '09 |
| 10月10日                                | MEGA☆ROCKS 2009 |
| 10月10日・11日                          | 朝霧JAM 2009 |
| 10月17日・18日                          | LOUD PARK 09 |
| 10月24日                                | OGA NAMAHAGE ROCK FESTIVAL vol.0.99 |
| 10月24日・25日                          | V-ROCK FESTIVAL '09（幕張メッセ） |
| 10月30日〜11月1日                       | MINAMI WHEEL 2009 |
| 11月8日                                 | 岡山"響"音楽祭（岡山ドーム） |
| 11月1日                                 | ANIMAX MUSIX FALL 2009（初回） |
| 11月7日                                 | 大分フォークジャンボリー |
| 11月23日                                | Age Stock '09 |
| 11月30日・12月1日・2日                  | アクト・アゲインスト・エイズ（パシフィコ横浜、国立大ホール）                                                                             |
| 12月8日                                 | Dream Power ジョン・レノン スーパー・ライヴ 2009                                                                                         |
| 12月27日                                | JACK IN THE BOX 2009 |
| 12月28日・29日 ・30日・31日             | COUNTDOWN JAPAN 09/10 |

### 日本武道館公演
- 1月3日 - PS COMPANY 10周年記念公演 Peace & Smile Carnival
- 1月8日・9日 - ニーヨ
- 1月11日 - HOME MADE 家族
- 1月16日・17日・18日 - MISIA
- 1月23日・24日・25日 - 水樹奈々
- 1月29日 - 黒夢
- 2月7日 - 甲斐バンド
- 2月10日 - Salyu
- 2月14日 - 近藤真彦
- 2月15日・18日・19日・24日・25日・27日・28日 - エリック・クラプトン
- 2月23日 - サラ・ブライトマン
- 3月6日 - 秦基博
- 3月11日・12日 - ロッド・スチュワート
- 3月14日 - SPACE SHOWER TV 20th Anniversary くるしゅ～ナイト★フィーバー
- 3月15日 - MUCC
- 3月16日・17日 - レミオロメン
- 3月27日・28日 - 木村カエラ
- 3月29日 - らき☆すた in 武道館 あなたのためだから
- 4月11日 - エレファントカシマシ
- 4月22日 - 絢香
- 4月25日・26日 - 氣志團
- 5月2日・3日 - 亀の恩返し
- 5月8日 - ストレイテナー
- 5月9日 - DEEN
- 5月14日・15日 - Mr.Children
- 5月19日・20日・22日 - UNICORN
- 5月27日 - ZARD
- 5月28日・29日・6月4日・5日 - 福山雅治
- 6月12日 - JAM Project
- 6月18日・19日 - FUNKY MONKEY BABYS
- 6月20日 - MR. BIG
- 7月2日・3日 - ゴスペラーズ
- 7月9日 - くるり
- 7月10日・11日・12日 - 松田聖子
- 7月15日 - サイモン&ガーファンクル
- 7月21日・22日 - RIP SLYME
- 7月24日 - BREAKERZ
- 8月22日・23日 - AKB48
- 8月30日 - Plastic Tree
- 9月1日・2日・4日・5日 - VAMPS
- 9月7日・8日 - 長渕剛
- 9月9日 - 9mm Parabellum Bullet
- 9月14日・15日・17日 - イル・ディーヴォ
- 9月16日 - the pillows
- 9月19日・20日 - 堀江由衣
- 9月22日・23日 - TOKIO
- 9月26日 - SOUL POWER TOKYO SUMMIT 2009
- 9月28日 - LINDBERG
- 10月6日・7日 - 川西幸一 50歳記念 チョットオンチー栄光の50年
- 10月13日・14日 - SPEED
- 10月19日 - アークティック・モンキーズ
- 10月23日 - flumpool
- 10月24日 - 中川翔子
- 10月28日 - ハナレグミ
- 10月31日 - 倉木麻衣
- 11月2日 - Acid Black Cherry
- 11月13日・14日 - アリス
- 11月18日 - 加藤ミリヤ
- 11月23日 - AI
- 11月27日・28日 - コブクロ
- 11月29日 - Do As Infinity
- 12月1日 - Perfume
- 12月4日 - 井上陽水
- 12月7日 - MONGOL800
- 12月8日 - Dream Power ジョン・レノン スーパー・ライヴ
- 12月11日・12日 - GLAY
- 12月14日 - Superfly
- 12月16日・17日・19日・20日・21日 - 矢沢永吉
- 12月22日 - ACIDMAN
- 12月23日・24日 - THE ALFEE
- 12月25日 - UVERworld
- 12月26日 - アンジェラ・アキ
- 12月27日 - JACK IN THE BOX
- 12月28日 - 吉井和哉
- 12月29日 - BUCK-TICK
- 12月30日 - 藤井フミヤ
- 12月31日 - BS☆フジイSPECIAL
- 12月31日 - T.M.Revolution

### 東京ドーム公演
- 1月1日 - NEWS
- 5月2日・3日 - X JAPAN
- 5月15日・16日・17日・18日・19日・20日・21日・22日・6月14日・15日 - KAT-TUN
- 6月1日・2日 - 関ジャニ∞
- 7月4日・5日 - 東方神起
- 7月10日・11日 - サイモン&ガーファンクル
- 9月13日 - Hey! Say! JUMP
- 9月19日 - 矢沢永吉
- 11月28日 - ポルノグラフィティ
- 12月4日・5日・6日 - 嵐
- 12月19日 - ガンズ・アンド・ローゼズ
- 12月24日・26日・27日 - Mr.Children
- 12月30日 - KinKi Kids
- 12月31日 - Johnny's Countdown 2009-2010

## 主要な賞
| 賞                                               | 受賞作・受賞者 |
| ------------------------------------------------ | --- |
| 第51回日本レコード大賞                           | - 大賞 - EXILE「Someday」 - 優秀作品賞 - いきものがかり「YELL」 - w-inds. x G-DRAGON(BIGBANG)「Rain Is Fallin'」 - EXILE「Someday」 - GIRL NEXT DOOR「Infinity」 - 北川大介「おまえを連れて」 - 倖田來未「Lick me♥」 - 坂本冬美「また君に恋してる」 - 東方神起「Stand by U」 - 氷川きよし「ときめきのルンバ」 - 樋口了一「手紙〜親愛なる子供たちへ〜」 - 水森かおり「安芸の宮島」 - 最優秀歌唱賞 - 五木ひろし「凍て鶴」 - 最優秀新人賞 - BIGBANG「ガラガラ GO!!」 - 最優秀アルバム賞 - GReeeeN『塩、コショウ』 |
| 第42回日本有線大賞                               | - 大賞：氷川きよし（通算5回目） - 最優秀新人賞：BIGBANG |
| 第23回日本ゴールドディスク大賞                   | - アーティスト・オブ・ザ・イヤー（邦楽）：EXILE - アーティスト・オブ・ザ・イヤー（洋楽）：マドンナ |
| 第1回CDショップ大賞                              | - 大賞：相対性理論『シフォン主義』 - 準大賞：Perfume『GAME』、大橋トリオ『THIS IS MUSIC』 |
| 第3回FM FESTIVAL LIFE MUSIC AWARD 2009（最終回） | - LIFE MUSIC OF THE YEAR（大賞）：RADWIMPS - BEST MELODY OF LIFE（優秀曲賞）：木村カエラ「Butterfly」(末光篤作曲) - BEST LYRIC OF LIFE（優秀詞賞）：RADWIMPS「おしゃかしゃま」(野田洋次郎作詞) - BEST VOICE OF LIFE（優秀歌唱力賞）：絢香「夢を味方に」 - BEST ALBUM OF LIFE（アルバム賞）：RADWIMPS『アルトコロニーの定理』 - BEST IMPACT OF LIFE（特別賞）：9mm Parabellum Bullet「Black Market Blues」 - BEST NEW ARTIST OF LIFE（新人賞）：阿部真央「ふりぃ」                                              |

## デビュー

### 1月
- 1日 - はる「もしも涙が溢れても」
- 7日 - 城南海「アイツムギ」
- 7日 - 滝沢秀明「愛・革命」（ソロデビュー）
- 14日 - 沖祐市「ひつじさんとわたし」
- 21日 - 阿部真央「ふりぃ」
- 21日 - MICROPHONE PAGER「王道楽土」
- 28日 - URATA NAOYA「TURN OVER」（ソロデビュー）
- 28日 - SLY MONGOOSE「MYSTIC DADDY」
- 28日 - DJ片平実「ROCK THE MIX」
- 28日 - 中村優「Questions?」
- 28日 - 西野名菜「Open your eyes」
- 28日 - 持田香織「雨のワルツ」（再ソロデビュー）
- 28日 - lego big morl「Quartette Parade」（メジャーデビュー）
- 28日 - 渡り廊下走り隊「初恋ダッシュ/青い未来」

### 2月
- 4日 - あ☆ぅん「神頼み」
- 4日 - COMA-CHI「RED NAKED」（メジャーデビュー）
- 4日 - The SHIGOTONIN「鏡花水月」
- 4日 - ひいらぎ「みず」
- 4日 - らっぷびと「All Day,All Night」（メジャーデビュー）
- 11日 - alma「鼓動」
- 11日 - 阪井あゆみ「悲しみを愛しさで」
- 11日 - 西寺実「ふぞろいのロックたち 其之壱」
- 11日 - 紫SHIKIBU「LOVEなんだよ」
- 15日 - 大江裕「のろま大将」
- 18日 - amazarashi「光、再考」（インディーズデビュー）
- 18日 - go!go!ガールズ「ベスト・ヒット!日テレ55」
- 18日 - Dear Loving「Fly high」
- 18日 - Dolly「時の列車」
- 18日 - のあのわ「ゆめの在りか」
- 18日 - HEARTLAND「Believe...feat.ラッパ我リヤ」
- 18日 - 初田悦子「きみのママより」
- 18日 - ヴィドール「Puzzle ring」（メジャーデビュー）
- 18日 - 風花「サクラサクナ」
- 18日 - ROBO+S「転がれサンディもサムも」
- 25日 - AA=「#1」
- 25日 - cossami「After the Rain」
- 25日 - タニザワトモフミ「東京ハロー」
- 25日 - 丹下紘希「TANGE KOUKI VIDEO COLLECTION」
- 25日 - J Soul Brothers「J Soul Brothers」
- 25日 - FictionJunction「Everlasting Songs」
- 25日 - LADY BiRD「Sweet Song」

### 3月
- 4日 - 嵐/矢野健太 starring Satoshi Ohno「Believe/曇りのち、快晴」（ソロデビュー）
- 4日 - 宇宙戦隊NOIZ「GREAT ROCK'N' ROLL HEROES」
- 4日 - OGRE YOU ASSHOLE「ピンホール」（メジャーデビュー）
- 4日 - 清竜人「Morning Sun」
- 4日 - さぁさ「ハローハローハロー」（メジャーデビュー）
- 4日 - supercell feat.初音ミク「supercell」（メジャーデビュー）
- 4日 - 内藤大助&加藤夏希「ケロロ・ジャポ～ン!」
- 4日 - BAKI「あなた」
- 11日 - H.「僕が君にできること」
- 11日 - D'espairsRay「REDEEMER」
- 11日 - 遊助「ひまわり」
- 13日 - 美女木ジャンクション「ポリバケツ」
- 18日 - THE冠「傷だらけのヘビーメタル」
- 18日 - 笹本玲奈「The Selection From 10th Anniversary Show Jewel」（インディーズデビュー）
- 18日 - Chicago Poodle「ODYSSEY」（メジャーデビュー）
- 18日 - 弟子木村「大漁豊漁ぼやき船」（再デビュー）
- 18日 - DRAMATIC CREW「DRAMATIC LIFE」
- 18日 - 成田圭「Blind bird」
- 18日 - 真野恵里菜「乙女の祈り」（ソロデビュー）
- 25日 - Angelo「薄紅の欠片」
- 25日 - フェロ☆メン「禁忌の薔薇～Aphrodisiac～」
- 25日 - 矢口真里/エアバンド「青春 僕/青春 俺」（ソロデビュー）
- 31日 - DJ A☆LUCKY「DJ A☆LUCKY HOUSE MIX Vol.1」

### 4月
- 1日 - ANARCHY STONE「ANARCHY STONE」
- 1日 - AKBアイドリング!!!「チューしようぜ!」
- 1日 - 走裕介「流氷の駅」
- 1日 - ビーグルクルー「we are Runner」（メジャーデビュー）
- 1日 - miu-clips「Rhythm of My Heart」
- 4日 - Tomato n' Pine「Life is Beautiful」（インディーズデビュー）
- 8日 - Caocao（持田香織・田島貴男）「個人授業」
- 8日 - 黒木メイサ「hellcat」
- 8日 - ジルバ「BASUE GALLERY」
- 8日 - 菅原紗由理「キミに贈る歌」
- 8日 - SPANK PAGE「koi」
- 8日 - PLΛTINUM「DEDICATED TO YOU」
- 8日 - 星野奏子「Prism」
- 8日 - Red Pepper Girls「キャリオキROCK大作戦」
- 15日 - The JADE「手紙」
- 22日 - a flood of circle「BUFFALO SOUL」
- 22日 - 桜高軽音部「「Cagayake!GIRLS」Don't say "lazy"」
- 22日 - sherry「ロマンティックあげるよ」（再デビュー）
- 22日 - スフィア「Future Stream」
- 22日 - 橘大五郎「時薬」
- 22日 - つしまみれ「タイムラグ」（メジャーデビュー）
- 22日 - つるの剛士「つるのうた」（ソロデビュー）
- 22日 - ティニーシャ・ケリー「クロニクル・オブ・TK」
- 22日 - FACT「FACT」
- 22日 - プリマベーラS「毎日がキセキ!」
- 22日 - THE BAWDIES「THIS IS MY STORY」（メジャーデビュー）
- 22日 - 水木ケイ「海椿」
- 22日 - YU-A「逢いたい…」
- 24日 - CONNECT「CONNECT」
- 29日 - Early Morning「おいてけぼりのThirty」（再デビュー）
- 29日 - 尾崎愛「How Special You Were」
- 29日 - LIL「me, too」
- THE SUPER RATS

### 5月
- 6日 - mi-gu「pulling from above」
- 13日 -大橋トリオ「A BIRD（メジャーデビュー）
- 13日 - シュリスペイロフ「もぐる。」
- 13日 - 星羅「数字と恋」（メジャーデビュー）
- 13日 - ゾマホン「どんぐり野郎」
- 13日 - 美女木ジャンクション「ポリバケツ」（メジャーデビュー）
- 13日 - ゆずグレン「two友」
- 20日 - S.R.S「Sometimes」
- 20日 - MM学園合唱部「めちゃモテ I LOVE YOU」
- 20日 - KANA「ナイアガラ～マリリン・モンローの伝説～」
- 20日 - デッドボールP「EXIT TUNES PRESENTS THE VERY BEST OF デッドボールP loves 初音ミク」
- 20日 - トモとスザンヌ, 部長と部下「出会えてよかった/お台場の女」
- 20日 - 平凡パンチ「ケメ子の歌」
- 20日 - マリア「Getaway」
- 20日 - 未完成VS新世界「夕暮れ狩り」
- 27日 - 彩冷える「会いたくて」（メジャーデビュー）
- 27日 - 小島よしお「だいじょうぶスッポンポン・フレンド」（ソロデビュー）
- 27日 - コニー・タルボット「オーヴァー・ザ・レインボー」（メジャーデビュー）
- 27日 - School Food Punishment「futuristic imagination」（メジャーデビュー）
- 27日 - DUSTZ「Break & Peace」
- 27日 - 富田麻帆「Crimson Star」（メジャーデビュー）
- 27日 - the HIATUS「Trash We'd Love」
- 27日 - Vijandeux「ビューティフル・ネーム」
- 27日 - LOVE LOVE LOVE「ソライロノオト」
- 隼人

### 6月
- 3日 - 坂上弘「千の風になる前に」（メジャーデビュー）
- 3日 - SUPER BEAVER「深呼吸」
- 5日 - 4minute「Muzik」（日本デビュー）
- 7日 - S/mileage「ぁまのじゃく」（インディーズデビュー）
- 10日 - 森三中「プロリンサイズ♪」
- 17日 - KAI「Harbor Lights」
- 17日 - ザッハトルテ「素敵な1日」
- 17日 - 南明奈のスーパーマイルドセブン/里田まい with 合田家族「I Believe 〜夢を叶える魔法の言葉〜/Don't leave me」
- 24日 - 加護亜依「no hesitAtIon」（ソロデビュー）
- 24日 - 鍵山由佳「Love Player」
- 24日 - JASMINE「sad to say」
- 24日 - Sunya「雨上がり」
- 24日 - Dr.Metal Factory（山田信夫・石原愼一郎）「カヴァメタNow」
- 24日 - BIGBANG「MY HEAVEN」（メジャーデビュー）
- 24日 - Versailles「ASCENDEAD MASTER」
- 26日 - DJやついいちろう「DJやついいちろう1」

### 7月
- 1日 - ウラニーノ「ランドリーとワールド」
- 1日 - 導楽「Still In Love」
- 1日 - nawii「SUMMER NUDE」
- 7日 - Aizdean「I Need You Baby/ONE」
- 8日 - the telephones「DANCE FLOOR MONSTERS」
- 8日 - BROWN SUGAR「DESTINY」
- 15日 - くろーばー「うんとこサンバ」
- 15日 - 澤野弘之「musica」
- 15日 - 中山優馬 w/B.I.Shadow/NYC boys「悪魔な恋/NYC」
- 15日 - 橋本ひろし「元気 DE SHOW」（メジャーデビュー）
- 15日 - Hilcrhyme「純也と真菜実」
- 15日 - フレンズ&ヘキサゴンオールスターズ「泣いてもいいですか」
- 18日 - SONOMI「Everyday☆エビデー☆」
- 22日 - immi「Wonder EP」
- 22日 - EdgePlayer「IN HUMANITY」
- 22日 - SAWA「I Can Fly」
- 22日 - 伊達晃二「こんな時代だから」
- 22日 - TWILL「Love Friend」（メジャーデビュー）
- 22日 - DOMINO「DON'T STOP DA MUSIC!!!」
- 22日 - ニッキー「ニッキ デビュー〜エラへ捧げるスウィング」
- 22日 - 春野寿美礼「前山にて/行かないで NE ME QUITTE PAS」
- 22日 - Moran「Heroine」
- 22日 - 山口智充「(有) 山口モータース」
- 29日 - 和紗「アイタクテ」
- 29日 - かっきー&アッシュポテト「スイヘイリーベ 〜魔法の呪文〜」
- 29日 - 鈴希ゆき「緋色のカケラ」（ソロデビュー）
- 29日 - miray「Jump Pump」
- アウル・シティー

### 8月
- 5日 - イクマあきら「ダイナミック琉球」
- 5日 - 伊藤一朗「DIVERSITY」
- 5日 - 井上ひかり「ひとつの願い」
- 5日 - SKE48「強き者よ
- 5日 - 小野寺志保「START!」（インディーズデビュー）
- 5日 - THE SAX NIGHT「ロックンロールオーケストラ誕生!」
- 5日 - Juliet「ナツラブ」
- 5日 - SQUAREHOOD「オレンジDays」
- 5日 - TR-88「JAZZ BEATS anime edition」
- 5日 - D.L.P.「made in show-wa!!」
- 5日 - 長谷川明子「LEVEL∞」
- 5日 - ももいろクローバー「ももいろパンチ」（インディーズデビュー）
- 5日 - 両さん「こちら葛飾区亀有公園前派出所」（再デビュー）
- 5日 - レッドシアターズ「風になりたい」
- 12日 - 鴉「夢」
- 12日 - クレイジーケンバンド「ガール!ガール!ガール!」
- 19日 - 許斐剛「テニプリっていいな/Smile」
- 19日 - CNBLUE「Now or Never」（インディーズデビュー）
- 19日 - テ・ジナ「すまない」
- 19日 - +Plus「日向に咲く夢」
- 19日 - 武藤昭平「至福の空 〜NO MUSIC,NO LIFE.〜」
- 26日 - Annabel「My heaven」
- 26日 - アヤカ・ウィルソン「ひよこぐも」
- 26日 - HMOとかの中の人。(PAw Lab,)「Hatsune Miku Orchestra」
- 26日 - 桜組「忍者でござる」
- 26日 - 松本蘭「蘭ing」
- 26日 - Love「First Love 〜ラブレター〜」
- 26日 - RYOEI「ひらり」（メジャーデビュー）
- 美脚連

### 9月
- 2日 - Ao「スペースオペラ」
- 2日 - N.I.PROJECT「刑事メタル」
- 2日 - 加藤清史郎&アンクル☆させ「かつおぶしだよ人生は」
- 2日 - JURIAN BEAT CRISIS「Go! Let's Go!」
- 2日 - Tiara「さよならをキミに...feat.Spontania」（メジャーデビュー）
- 2日 - WhiteFlame presents feat.巡音ルカ「君のいる景色」
- 2日 - 吉岡亜衣加「はらり」
- 2日 - Laugh Line「ワンダフルライフ」
- 2日 - ラブプラス「永遠ダイアリー/ラブプラス メインテーマ」
- 9日 - 宇田川フリーコースターズ「みなさんのうた」（メジャーデビュー）
- 9日 - DUFF「SAMURAI GROOVE」
- 9日 - 超新星「キミだけをずっと」（メジャーデビュー）
- 9日 - D.W.ニコルズ「マイライフストーリー」
- 9日 - High Speed Boyz「CHILDHOOD'S END/BAD CITY」
- 9日 - Prague「Slow Down」
- 16日 - 鎮座DOPENESS「100%RAP」
- 23日 - カレン「泣くなオカメちゃん/未練坂」
- 23日 - Petit Pallet「RAINBOW」
- 30日 - 角田晃広（東京03）+大竹マネージャー「若者たちへ」
- 30日 - スベラーズ「ひとつ500円で買い取らせていただきます」
- 30日 - DJ MAAR(DEXPISTOLS)「COLLECTION Vol.1 Bijou R.I SOUNDS」
- 30日 - DJ 松本素生「ROCK THE MIX 2」
- 30日 - ザ!!トラベラーズ「HOME TOWN」
- 30日 - 福原遥「キッチンはマイステージ」
- 30日 - 真衣「YOU」

### 10月
- 7日 - EMI MARIA「One Way Love」
- 7日 - さかいゆう「ストーリー」
- 7日 - BLACK BORDERS「GREAT ADVENTURE」
- 7日 - メガマソ「chimes」
- 14日 - MBLAQ「JUST BLAQ」（韓国デビュー）
- 14日 - 新選組リアン「男道」
- 14日 - にけつッ!! feat.ET-KING「フルスロットル☆ブギ」
- 14日 - People In The Box「Ghost Apple」
- 21日 - WEAVER「白朝夢」
- 21日 - OLDCODEX「OLDCODEX」
- 21日 - PURPLE REVEL「SPECIAL ONE」
- 21日 - Happiness「Happy Talk」（インディーズデビュー）
- 21日 - Manami「Back Of My Mind」
- 21日 - MOSAIC.WAV×鶴田加茂 feat.初音ミク「Heartsnative」
- 21日 - やくしまるえつこ「おやすみパラドックス/ジェニーはご機嫌ななめ」（ソロデビュー）
- 21日 - 弓木英梨乃「LФST」
- 21日 - 吉田山田「ガムシャランナー」
- 28日 - AFRA「Heart Beat」
- 28日 - テクマクジャンクション「ソクラの憂鬱」
- 28日 - 豊崎愛生「love your life」
- 28日 - Mizca「Robotics」（再デビュー）

### 11月
- 4日 - Atelier Bossa-Conscious「冬ボッサ」
- 4日 - かとうれい子「東京夜曲」
- 4日 - GENERAL HEAD MOUNTAIN「羽」
- 4日 - 武川アイ「I WILL」（ソロデビュー）
- 4日 - たつやくんとマユミーヌ「まねきねこダックの歌」
- 4日 - BENNIE BECCA「Dreamer」
- 4日 - Port of Notes「Luminous Halo ～燦然と輝く光彩～」
- 11日 - OLDE WORLDE「time and velocity」
- 11日 - JANEL「We are JANEL」
- 11日 - DOG in Theパラレルワールドオーケストラ「ハルシオン飴缶」「メルトトルカカトル」
- 11日 - pocupocu「SAMPO/散歩」
- 11日 - THE REBOOT「協定世界時」
- 18日 - 青木さやか「ノコギリガール〜ひとりでトイレにいけるもん〜」（ソロデビュー）
- 18日 - 熊谷育美「人待雲」
- 18日 - 下ヨシ子「流生命〜天空の奏〜」
- 18日 - SAY「Let's get a partyfeat.Kayzabro」
- 18日 - Song Riders「Song Riders」
- 18日 - BLiSTAR「B」（メジャーデビュー）
- 18日 - ラマーズP「EXIT TUNES PRESENTS ザ・コンプリートベスト of ラマーズP feat.初音ミク」
- 25日 - スーザン・ボイル「夢やぶれて」
- 25日 - Sleepy.ab「paratroop」（メジャーデビュー）
- 25日 - PlayZ「Love On The Street」
- 25日 - Bomber HEY!!「愛は備長炭パートII」
- 25日 - MIHIRO〜マイロ〜「My Way」
- 25日 - LANDS「BANDAGE」
- 26日 - 福山潤「浪漫的世界31」

### 12月
- 2日 - azuma「EXIT TUNES PRESENTS THE COMPLETE BEST OF azuma feat.初音ミク」
- 2日 - avengers in sci-fi「jupiter jupiter」
- 2日 - 北口和沙「Am I Fallin’in Love?」
- 2日 - COSMETICS「LOVE IS ALL」
- 2日 - スノープリンス合唱団「スノープリンス」
- 2日 - ベッキー♪♯「心こめて/ハピハピ」（再デビュー）
- 2日 - 柳沢慎吾「実録!? 緊急特番 柳沢警察密着24時!!」（メジャーデビュー）
- 2日 - ルミカ「door」
- 9日 - ICONIQ「I'm lovin' you」
- 9日 - 北川けんいち「フリーウェイ」（ソロデビュー）
- 9日 - 72（なつ）「ここにいるよ/こわくない」
- 9日 - 久本朋子「Days ～気づかれない想い～」（メジャーデビュー）
- 9日 - Bluck「Color of your smile」
- 9日 - ベッキー・クルーエル「ディス イズ ベッキー クルーエル」
- 14日 - LIV MOON「DOUBLE MOON」
- 16日 - Atomic Seven「atomic」（インディーズデビュー）
- 16日 - androp「anew」（インディーズデビュー）[14]
- 16日 - 164「EXIT TUNES PRESENTS THE COMPLETE BEST OF 164 from 203soundworks feat.初音ミク」
- 16日 - 王族BAND feat.初音ミク「RAINBOW SNOW～オーロラにえがいたLove Letter～」
- 16日 - 岡崎雪「Harmonize」
- 16日 - Half-Life「second narrow」
- 16日 - 麻衣「ウルルの唄」（メジャーデビュー）
- 16日 - LIV MOON「DOUBLE MOON」
- 23日 - Neko Jump「Poo/Chuai Mad Noi」（メジャーデビュー）
- 23日 - Red Dracul Scar Tissue「What’s Red Dracul Scar Tissue!?」

## 結成

### アイドル・ガールズグループ・ボーイバンド
- アイドルカレッジ
- アニ☆ゆめ project（ - 2022年）
- AFTERSCHOOL（ - 2019年）
- angelic（ - 2010年）
- アンジュルム
- ANNA☆S
- AKBアイドリング!!!（ - 2015年）
- S★スパイシー（ - 2019年）
- SDN48（ - 2012年）
- NYC boys（ - 2010年）
- f(x)
- MBLAQ（ - 2015年）
- オトメ☆コーポレーション（ - 2016年）
- OrangeHoop（ - 2010年?）
- キャンディマフィア（ - 2015年）
- CLEEM（ - 2018年）
- こけぴよ（ - 2017年）
- Suppli Mode（ - 2010年）
- Secret（ - 2018年）
- 私立恵比寿中学
- 新選組リアン（ - 2014年）
- スノープリンス合唱団（ - 2010年）
- 大小姐（ - ?）
- T-ARA
- でんぱ組.inc
- 2NE1（ - 2016年）
- ドリームハート（ - ?）
- Dream5（ - 2016年）
- Nine Muses（ - 2019年）
- 中山優馬 w/B.I.Shadow（ - 2011年）
- PASSPO☆（ - 2018年）
- HAM（ - 2011年）
- 4minute（ - 2016年）
- Mis Snow Man（ - 2012年）
- RAINBOW（ - 2016年）

### バンド・音楽グループ・音楽ユニット
- ARKS（ - 2021年）
- RF
- アール・ファイヴ（ - 2018年）
- 愛と勇気のラブレイブ
- Ivory7 chord（ - 2014年?）
- アウトライン・イン・カラー
- 葵と楓
- アスコ・シェーンベルク・アンサンブル
- アトムス・フォー・ピース（ - 2013年）
- あまゆーず
- A Month of Sundays（ - 2018年）
- あやまんJAPAN
- アルトー・ビーツ
- アルファミリア（ - 2010年?）
- ampel
- イーゼル芸術工房
- 印象派
- ウインド・ローズ
- Ou Est Le Swimming Pool（ - 2010年）
- うどん兄弟
- 銀河水管弦楽団（ - 2013年）
- HK・エ・レ・サルタンバンク
- X・アンバサダーズ
- Open Reel Ensemble
- おとぼけビ〜バ〜
- オブ・マイス・アンド・メン
- OLDCODEX（ - 2022年）
- Kaigen21Meiso（ - ?）
- Kazha
- Gacharic Spin
- 鴉
- KEYTALK
- GYZE
- キュウソネコカミ
- GinyuforcE
- クラウド・ナッシングス
- グループラヴ
- GENNARI
- Cocoa Essence（ - 2016年?）
- The Cheserasera
- the HIATUS
- the Riotts.（ - 2011年?）
- THEラブ人間
- THEロック大臣ズ（ - 2017年）
- ザ・ウォンテッド
- ザ・シビル・ウォーズ（ - 2014年）
- ザ・ストラッツ
- 三池淵楽団
- SAMURIDE WORLD（ - ?）
- SALBIA（ - ?）
- CNBLUE
- シナリオアート
- Juliet（ - 2018年）
- 女王蜂
- ジラフポット
- 人選のセンス
- Scars Borough（ - 2016年）
- Spiv states
- スフィア
- スベラーズ（ - 2011年）
- Serenity In Murder
- ソンソン弁当箱
- 蛸地蔵（ - 2017年）
- チキンナゲッツ
- チャラン・ポ・ランタン
- Dizzy Sunfist
- DivineWind
- トゥエンティ・ワン・パイロッツ
- 東京大衆歌謡楽団
- トゥリブ・バハル
- DOG in Theパラレルワールドオーケストラ
- Tricolor
- トレモノ
- Drop's（ - 2021年）
- 中野坂上ウインドオーケストラ
- Nothing's Carved In Stone
- 舐達麻
- NumberClub（ - 2015年?）
- 日本マドンナ
- Newscream
- ニンジャマンジャパン（ - 2017年?）
- No Limited Spiral（ - 2018年）
- NOCTURNAL BLOODLUST
- ハーツ
- パスピエ
- バス★ロビ
- batta
- 花少年バディーズ（ - 2014年）
- Halo at 四畳半（ - 2021年）
- ハロー青空トレイン
- Hump Back
- ハンブレッダーズ
- ビーディ・アイ（ - 2014年）
- P-fam
- ヒラオコジョー・ザ・グループサウンズ（ - 2017年）
- ViViD（ - 2015年）
- 閃-hirameki-
- フォスター・ザ・ピープル
- 腹筋学園（ - ?）
- BRADBERRY ORCHESTRA（ - 2013年）
- BLAZE（ - 2011年）
- フレデリック
- ブロークン・ベルズ
- フンベシスターズ
- ベルベット（ - 2014年）
- Peronica
- VERONICA VERONICO
- ペンギン・カフェ
- ヘンリーヘンリーズ（ - 2017年）
- 北海道歌旅座
- MAGUMI AND THE BREATHLESS
- ミーゴス
- ミツメ
- milleluci
- Mintmints
- Mary's Blood（ - 2022年）
- Moya Mishel
- 山本兄妹（ - 2017年?）
- ゆいかおり（ - 2017年）
- YOSO（ - 2011年）
- Rhythmic Toy World
- Rootless（ - 2015年）
- ロンドン・グラマー
- ワイルド・ナッシング
- 忘れてモーテルズ
- wacci

## 再結成・活動再開
- 1月5日 - UNICORN
- 1月11日 - MAKE-UP
- 2月22日 - LINDBERG（1年限定）
- 4月1日 - cali≠gari
- 5月9日 - 花*花
- 8月15日 - DEAD END
- 10月24日 - La'cryma Christi（1日限定）

## 活動休止・解散

### 休止
- 1月2日 - 羞恥心
- 1月30日 - CHAGE and ASKA
- 4月 - 高岡亜衣
- 6月 - the★tambourines
- 8月30日 - ウルフルズ
- 11月 - Hearts Grow
- 12月31日 - 絢香

### 解散
- 3月1日 - Bivattchee
- 12月31日 - Naifu、PINC INC

## 誕生
- 2009年7月15日（16歳） - 伊藤篤志（大阪府、俳優、関西ジャニーズJr.）
- 2009年11月19日（15歳） - 大島美優（埼玉県、子役、Ciào Smiles）

## 死去
- 1月2日 - ケーシー・ランキン（、SHŌGUNのメンバー、*1946年）
- 1月3日 - チャールズ・カミレーリ（、作曲家、*1931年）
- 1月15日 - ヴェロニカ・ドゥダロワ（、指揮者、*1916年）
- 1月22日 - 三浦洋一（ピアニスト、*1933年）
- 1月25日 - 大口広司（埼玉県、ザ・テンプターズのドラマー、*1950年）
- 1月28日 - 青山孝史（佐賀県、歌手・フォーリーブスのメンバー、*1951年）
- 1月31日 - エルランド・フォン・コック（、作曲家、*1910年）
- 2月1日 - ルーカス・フォス（、作曲家・指揮者・ピアニスト、*1922年）
- 2月2日 - 大木康子（東京都、シャンソン歌手、*1942年）
- 2月7日 - ジャック・ランスロ（、クラリネット奏者、*1920年）
- 2月18日 - スヌークス・イーグリン（、ギタリスト・歌手、*1936年）
- 2月20日 - 松井由利夫（東京都、作詞家、*1925年）
- 3月29日 - モーリス・ジャール（、作曲家、*1924年）
- 3月31日 - 吉村信良（兵庫県、合唱指揮者、*1933年）
- 4月9日 - 黒沢明（ロス・プリモスの元メンバー、*1934年）
- 4月20日 - 清水由貴子（東京都、歌手・女優、*1959年）
- 5月2日 - 忌野清志郎（東京都、ロック歌手、*1951年）
- 5月4日 - 高英男（樺太庁、シャンソン歌手、*1918年）
- 5月11日 - 三木たかし（東京都、作曲家、*1945年）
- 5月27日 - 石本美由起（広島県、作詞家、*1924年）
- 5月29日 - 黒田恭一（東京都、音楽評論家、*1938年）
- 6月3日 - ココ・テイラー（、ブルース歌手、*1928年）
- 6月6日 - 小山清茂（長野県、作曲家、*1914年）
- 6月14日 - ボブ・ボーグル（、ザ・ベンチャーズのメンバー、*1934年）
- 6月25日 - マイケル・ジャクソン（、歌手・ソングライター、*1958年）
- 7月1日 - リュドミラ・ズィキナ（、フォークソング歌手、*1929年）
- 7月21日 - 若杉弘（東京都、指揮者、*1935年）
- 7月21日 - マルセル・ヤコブ（、タリスマンのメンバー、*1964年）
- 7月22日 - アベフトシ（広島県、ギタリスト・元thee michelle gun elephantのメンバー、*1966年）
- 7月28日 - 川村カオリ（モスクワ、歌手、*1971年）
- 8月13日 - レス・ポール（、エレキギター発明者、*1915年）
- 8月18日 - ヒルデガルト・ベーレンス（、ソプラノ歌手、*1937年）
- 8月20日 - ラリー・ネクテル（、キーボード奏者、*1940年）
- 8月20日 - ジェフリー・トーザー（、ピアニスト、*1954年）
- 9月1日 - エリック・カンゼル（、指揮者、*1935年）
- 9月16日 - マリー・トラヴァース（、フォーク歌手・ピーター・ポール&マリーのメンバー、*1936年）
- 9月25日 - アリシア・デ・ラローチャ（、ピアニスト、*1923年）
- 9月29日 - 中山悌一（大分県、バリトン歌手、*1920年）
- 10月2日 - 津久井克行（群馬県、classのメンバー、*1959年）
- 10月4日 - メルセデス・ソーサ（、フォルクローレ歌手、*1935年）
- 10月17日 - 加藤和彦（京都府、フォークソング歌手、*1947年）
- 10月18日 - 森聖二（大阪府、ロス・プリモスのメンバー、*1939年）
- 10月24日 - 浜名ヒロシ（鶴岡雅義と東京ロマンチカのメンバー、*1950年）
- 11月7日 - 胡美芳（和歌山県、在日中国人の歌手、*1926年）
- 11月24日 - 丘灯至夫（福島県、作詞家、*1917年）
- 12月1日 - 片岡みどり（ピアニスト、*1922年）
- 12月8日 - マッシモ・ボジャンキーノ（ピアニスト・音楽学者、*1922年）
- 12月9日 - ファラマルズ・パイヴァール（作曲家・サントゥール奏者、*1933年）
- 12月15日 - 上野直樹（作曲家・ボイストレーナー、*1959年）
- 12月22日 - 大岩祥浩（音楽評論家・アルゼンチンタンゴ研究者、*1928年）
- 12月24日 - 志村正彦（山梨県、フジファブリックのギター・ボーカル、*1980年）
- 12月24日 - 喜納昌永（沖縄民謡歌手・三線奏者、*1920年）
- 12月28日 - ザ・レヴ（ドラマー、アヴェンジド・セヴンフォールド、*1981年）
- 12月29日 - ジミー竹内（ジャズドラマー、*1929年）

訃報 2009年も参照。